# Musée des Augustins (Toulouse)
Het Musée des Augustins is een kunstmuseum in het centrum van de Franse stad Toulouse. Het werd geopend in 1795 door Franse revolutionairen in een gesloten augustijnenklooster. De collectie omvat schilderijen, sculpturen en andere kunstwerken uit de middeleeuwen tot het midden van de 20e eeuw.

## Geschiedenis
Het museum is een van de oudste van het land en van de wereld. Het werd opgericht door een raadsbesluit van het departement Haute-Garonne op 12 december 1793, enkele maanden na het Muséum central des arts de la République in Parijs. De oorspronkelijke naam was Musée provisoire du Midi de la République. De nieuwe instelling moest de religieuze kunst van de tot nationaal goed verklaarde kerken en kloosters en de collectie van de plaatselijke kunstacademie tonen aan het publiek. Ze kreeg een onderkomen in een augustijnenklooster gesticht in 1309 en genationaliseerd in 1789. Het museum ging open op 27 augustus 1795. 
Onder Napoleon Bonaparte werd Toulouse opgenomen bij de vijftien steden die ingevolge het Besluit Chaptal van 1801 kunstwerken bekwamen voor een regionaal museum. Toulouse kreeg in 1803 een zending van 29 werken uit Parijs en in 1805 nog eens 12 werken. Daaronder waren schilderijen van Rubens, Perugino en Reni die nog altijd tot de hoogtepunten behoren. In 1812 volgde een nieuwe zending van 30 kunstwerken, vaak buitgemaakt tijdens de Napoleontische oorlogen. 
Doorheen de 19e eeuw werd het museum, dat in 1808 eigendom was geworden van de stad, verbouwd. In 1828-1831 werden binnenmuren uitgebroken om een doorlopende galerij te creëren en werd in de Temple des Arts (voormalige kloosterkerk) een tongewelf geïnstalleerd om de religieuze architectuur te verzachten. Ondertussen groeide de collectie aan. De westvleugel van het klooster en het 15e-eeuwse refectorium werden in 1868 gesloopt voor de aanleg van de Rue d'Alsace-Lorraine. In 1873 deed men beroep op Eugène Viollet-le-Duc om een uitbreiding te ontwerpen. De werken werden uitgevoerd door zijn medewerker Denis Darcy van 1880 tot 1901. De monumentale trap werd vernoemd naar Viollet-le-Duc. Na het vertrek van de kunstacademie in 1892 besliste het stadsbestuur de zuidvleugel af te breken om er een tuin aan te leggen.
Op initiatief van het monumentenbestuur liet de stad in 1950 de kloosterkerk, een parel van meridionale gotiek, in haar oorspronkelijke staat herstellen. De gesloopte scheidingsmuren met de kapel en de sacristie werden weer opgebouwd. Verdere werken vonden plaats in 1975-1981. Er werd meer tentoonstellingsruimte vrijgemaakt, het klooster werd gerestaureerd en in het zuidoosten kwam een nieuw toegangsportaal, afkomstig van de Zwarte Penitenten (een voormalige kapel in de Rue Saint-Jérôme). In de kerk kwam ten slotte een nieuw orgel gebouwd door Jürgen Ahrend.

## Collectie
Het museum heeft een collectie van een vierduizend objecten, ongeveer gelijk verdeeld tussen beeldhouwkunst en schilderkunst.

### Beeldhouwkunst
De uitgebreide beeldhouwafdeling omvat romaanse kapitelen en muurfriezen, oorspronkelijk afkomstig uit de Kathedraal van Toulouse, de Basilique Notre-Dame de la Daurade en de Basilique Saint-Sernin. Uit de gotische periode toont het museum stenen sarcofagen, grafplaten, een 14e-eeuws begraafplaatskruis, een reeks waterspuwers uit de Église des Cordeliers de Toulouse en verschillende houten en stenen standbeelden, waaronder een gepoychromeerde Onze-Lieve-Vrouw van Genade (ca. 1460-1480). De sculpturen uit de Renaissance omvatten zowel heilige kunst als een bronzen Dame Tholose, de personificatie van de stad Toulouse, door Jean Rancy. Een ander bronzen beeld is een Mercurius naar Giambologna. Een ensemble van acht terracottabeelden uit de 16e eeuw wordt toegeschreven aan Jean Bauduy. De barokke sculpturen in de collectie omvatten een terracotta portretbuste van koning Lodewijk XIV door Marc Arcis, een gipsen buste van Belisarius door Jean-Antoine Houdon, een gipsen buste van Madame de la Popelinière-Mondran door Jean-Baptiste Lemoyne, een terracotta standbeeld van Franciscus van Sales in gebed door Augustin Pajou en een stenen Maagd met Kind die de demon der ketterij vertrappelt door Gervais Drouet.

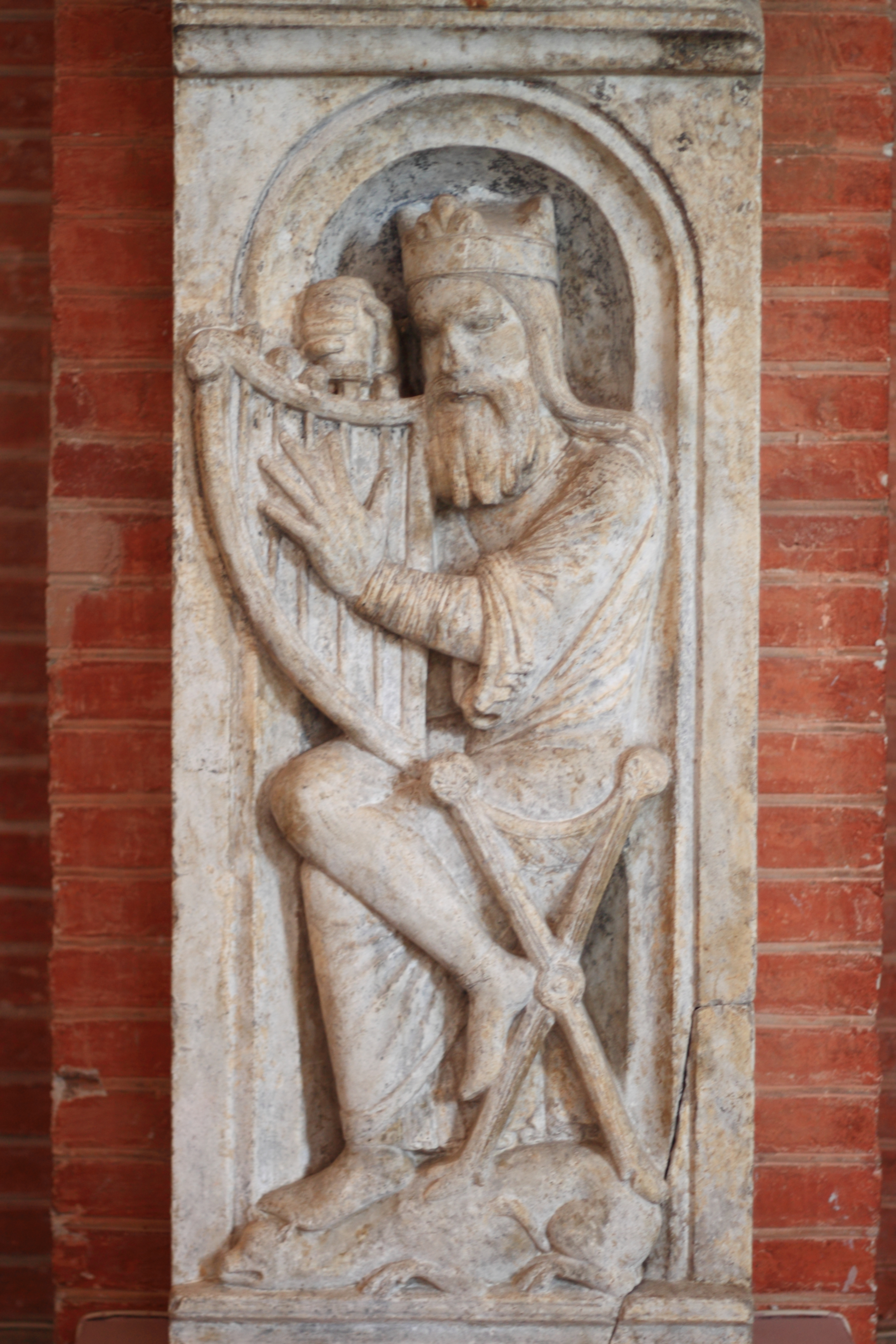
Koning David met de harp
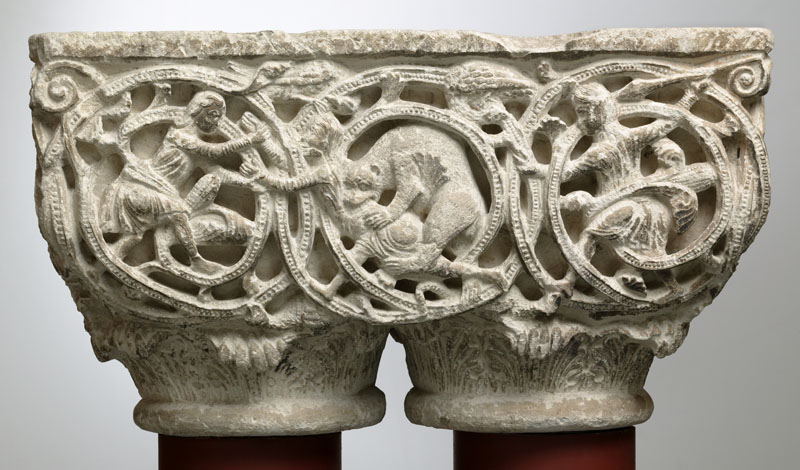
Kapiteel met jachttaferelen
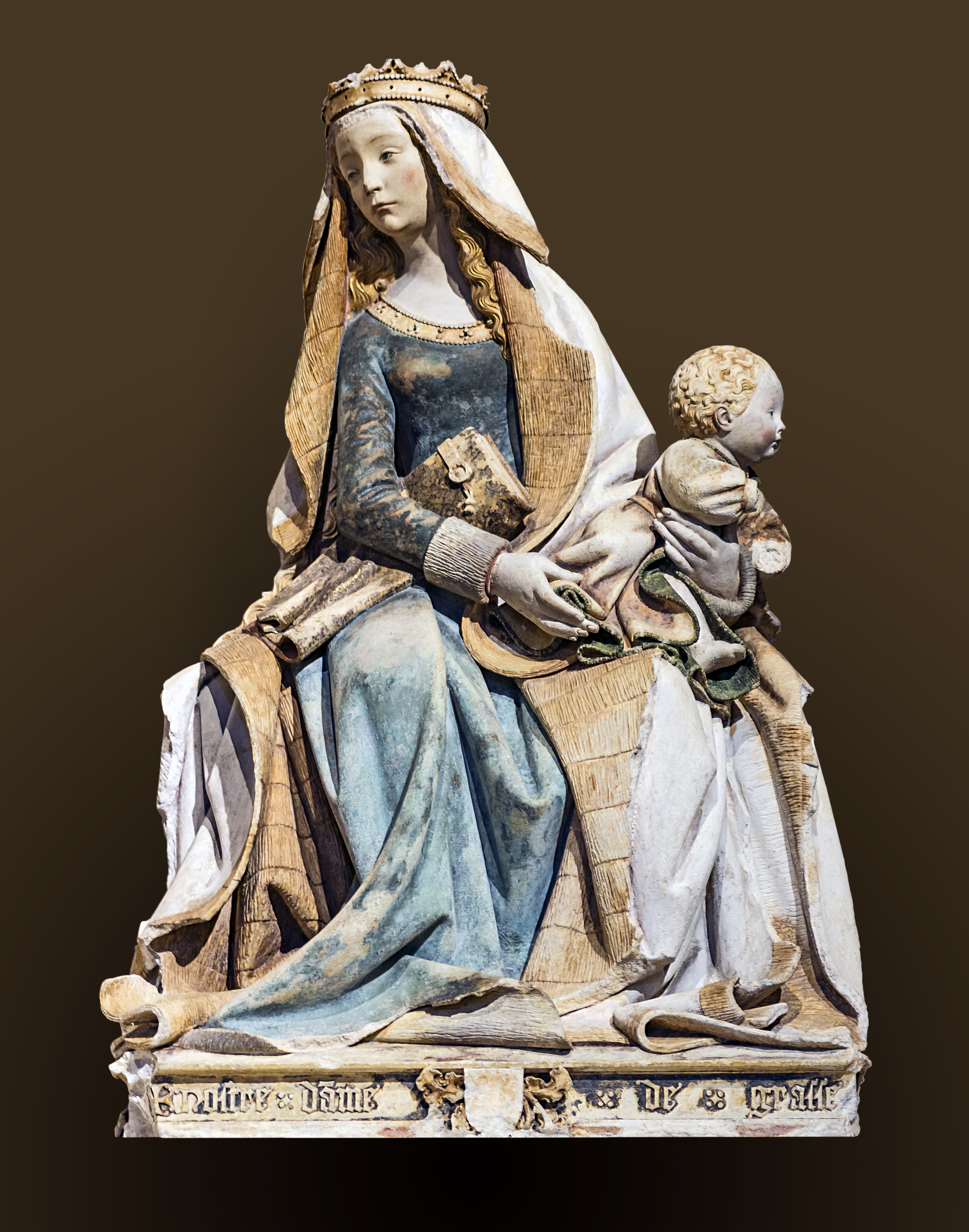
Notre-Dame de Grasse
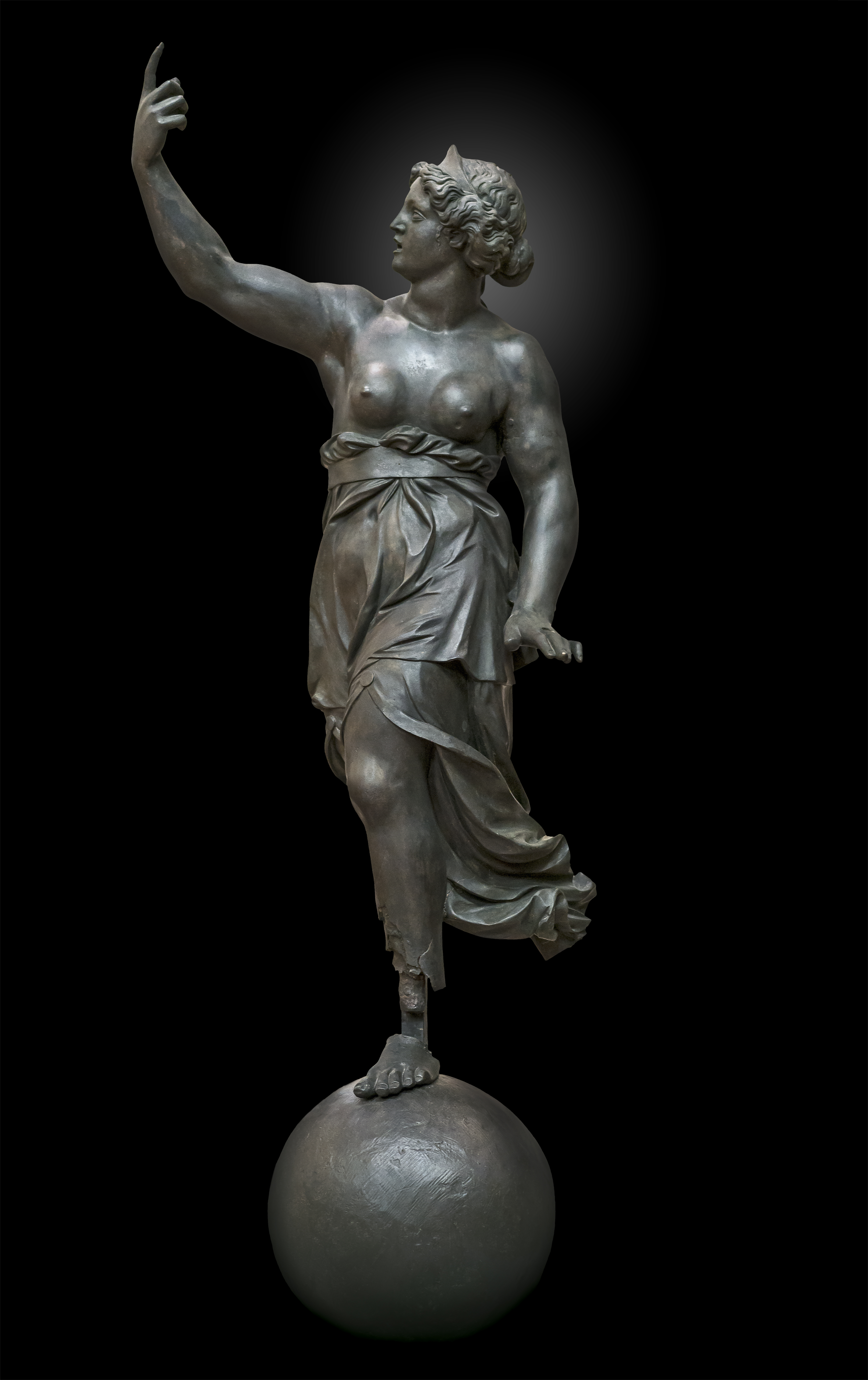
Dame Tholose (Rancy)
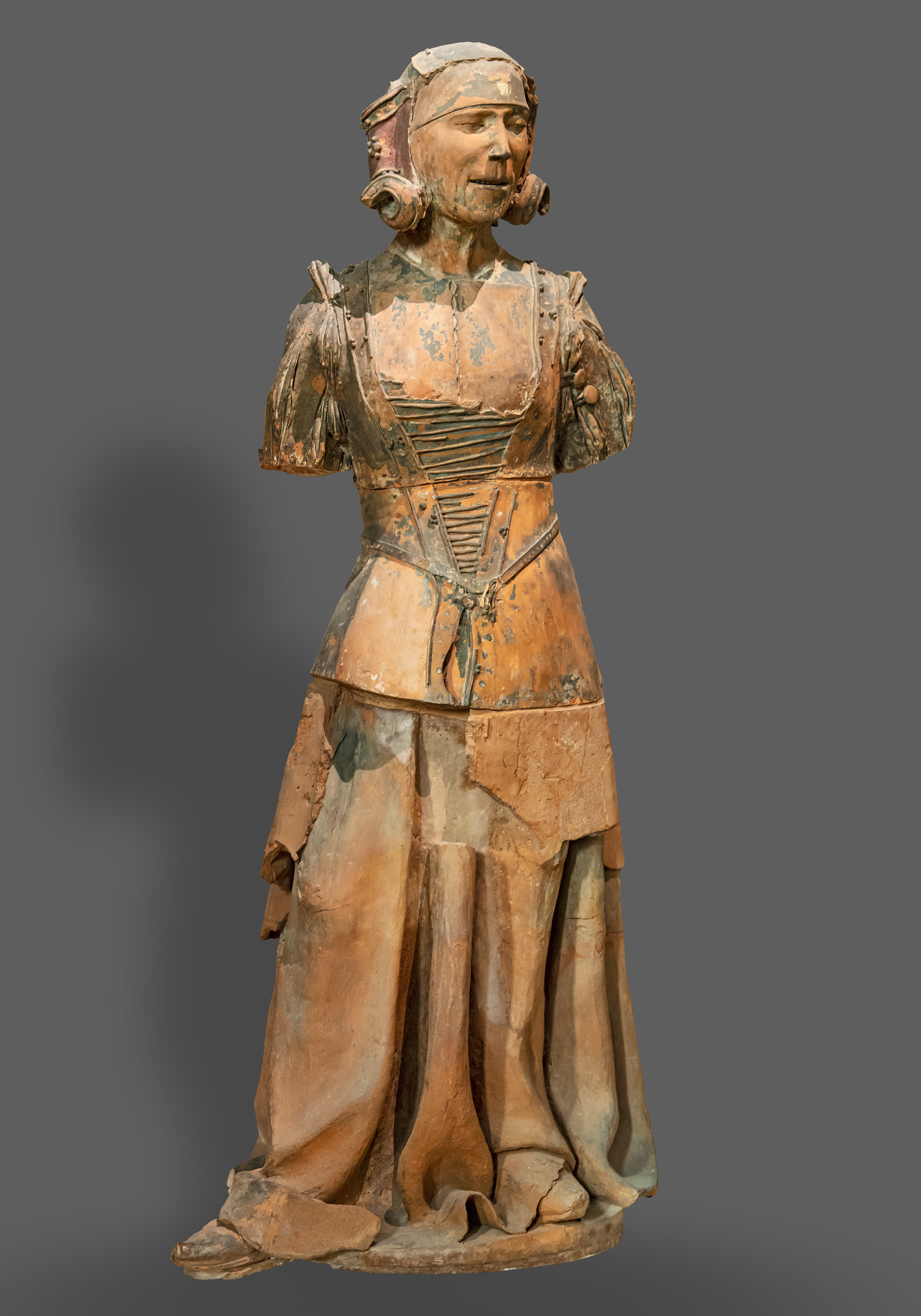
Sibylle (Bauduy)
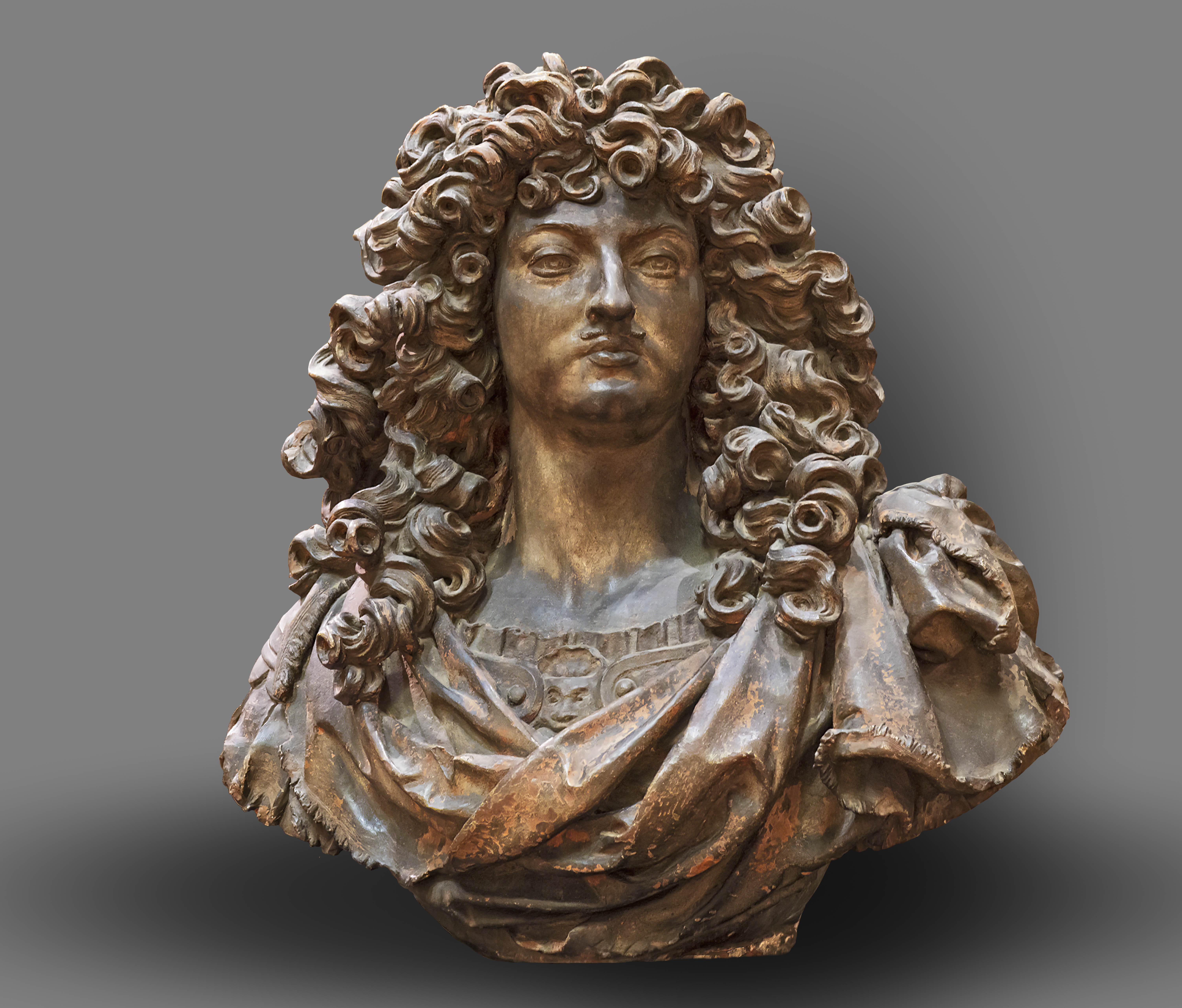
Lodewijk XIV (Arcis)

De 19e en het begin van de 20e eeuw zijn goed vertegenwoordigd in de sculptuurcollectie. De plaatselijke beeldhouwer Alexandre Falguière is sterk aanwezig, onder meer met een Faun met druiven. Van Antoine-Louis Barye is het historiestuk Koning Karel VI opgeschrikt in het bos van Le Mans, van Eugène Thivier de allegorische marmersculptuur Nachtmerrie en van Jean-Antoine-Marie Idrac een Salambo. Voorts is er een Buste van Jean-Paul Laurens door Auguste Rodin en Paul Claudel op zesjarige leeftijd door Camille Claudel.

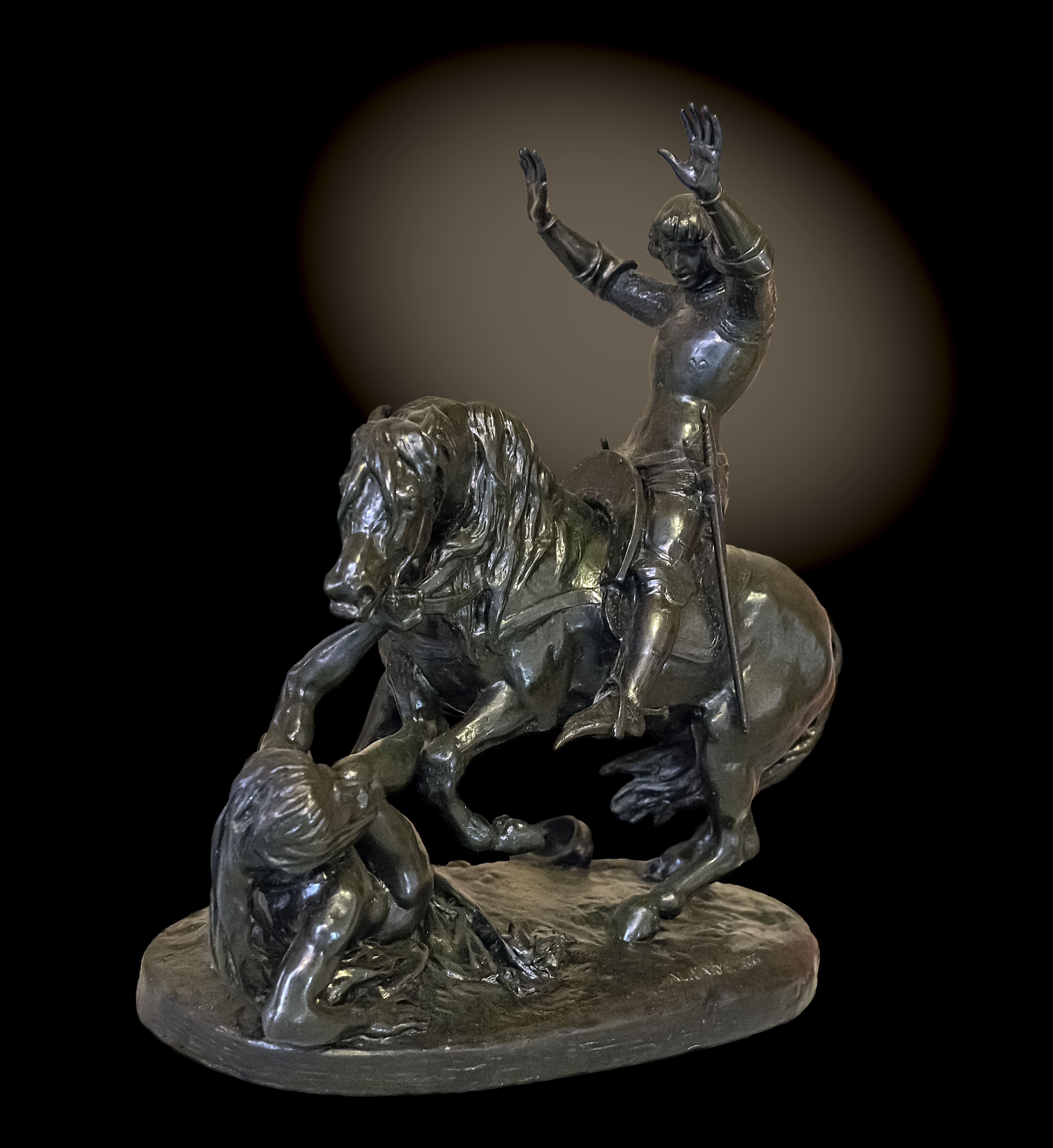
Karel VI opgeschrikt (Barye)
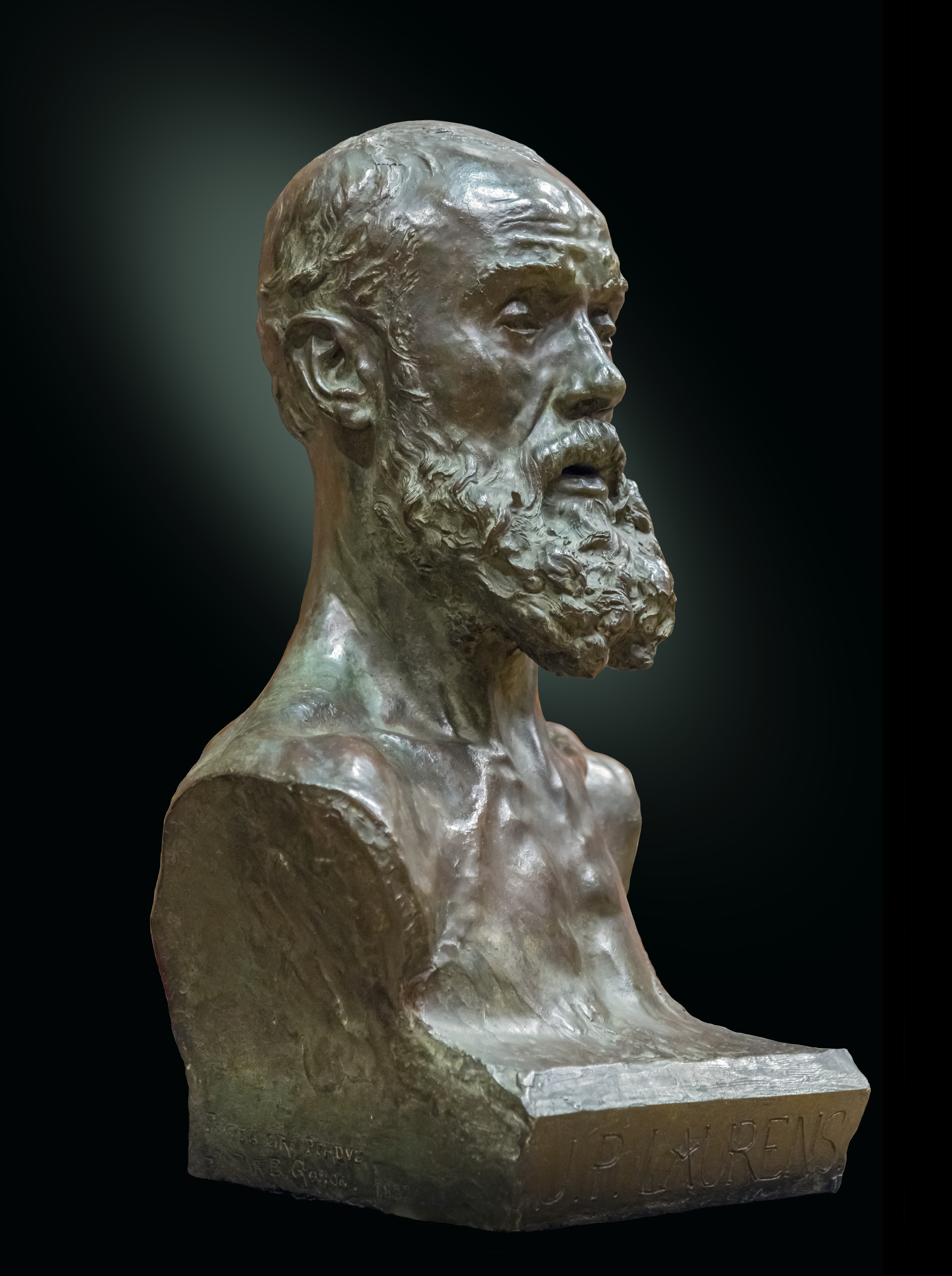
Laurens (Rodin)
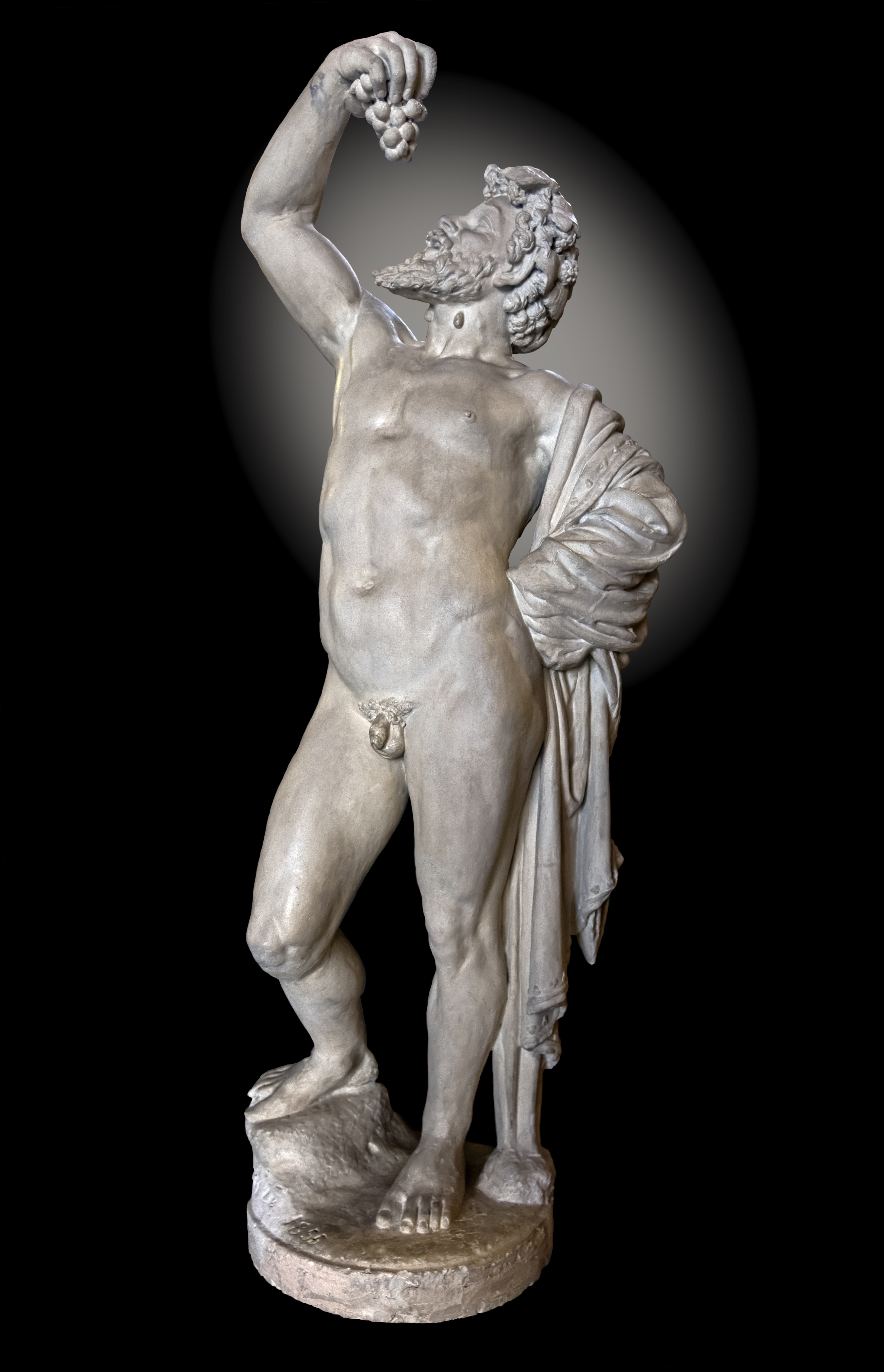
Faun met druiven (Falguière)
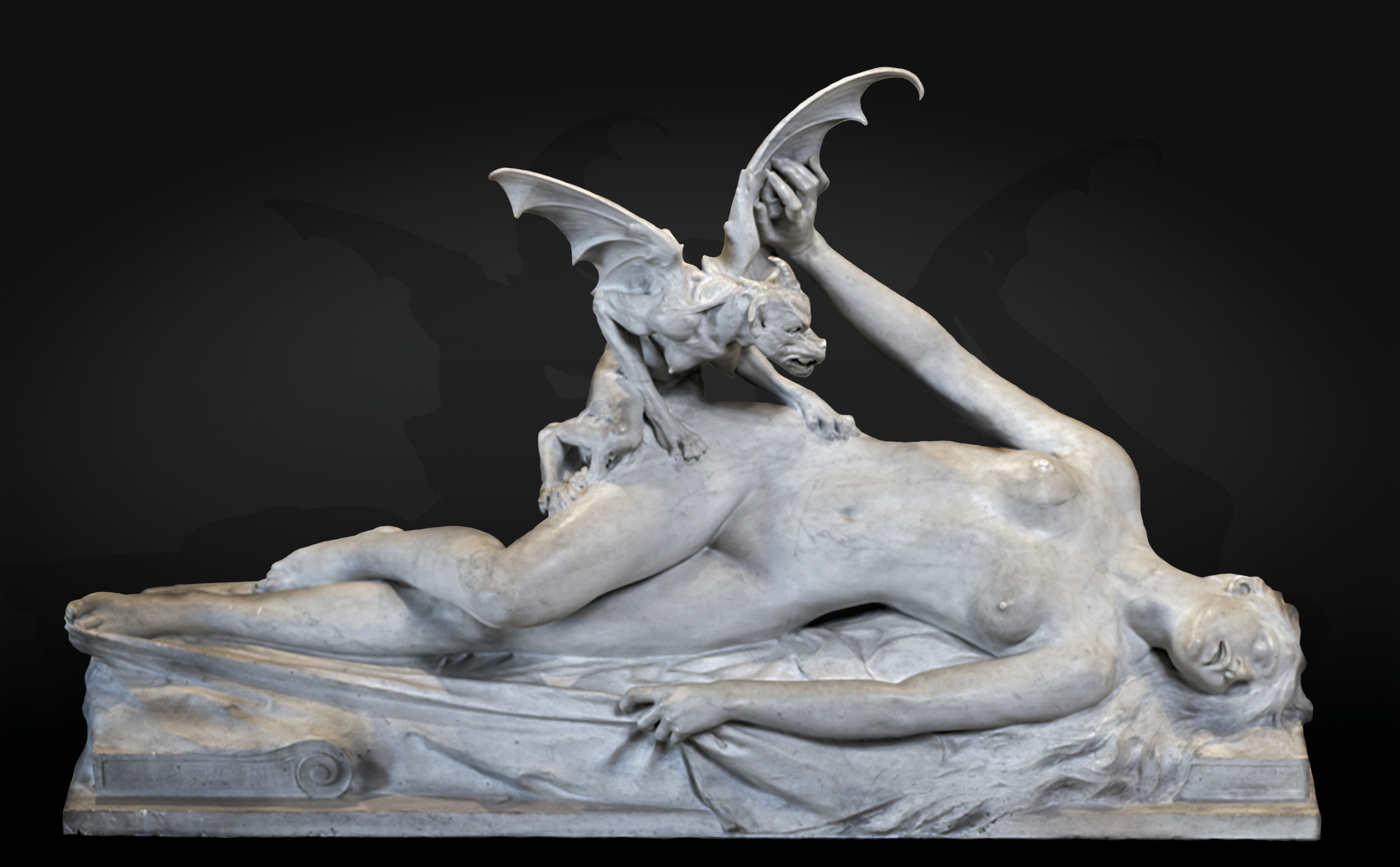
Le Cauchemar (Thivier)
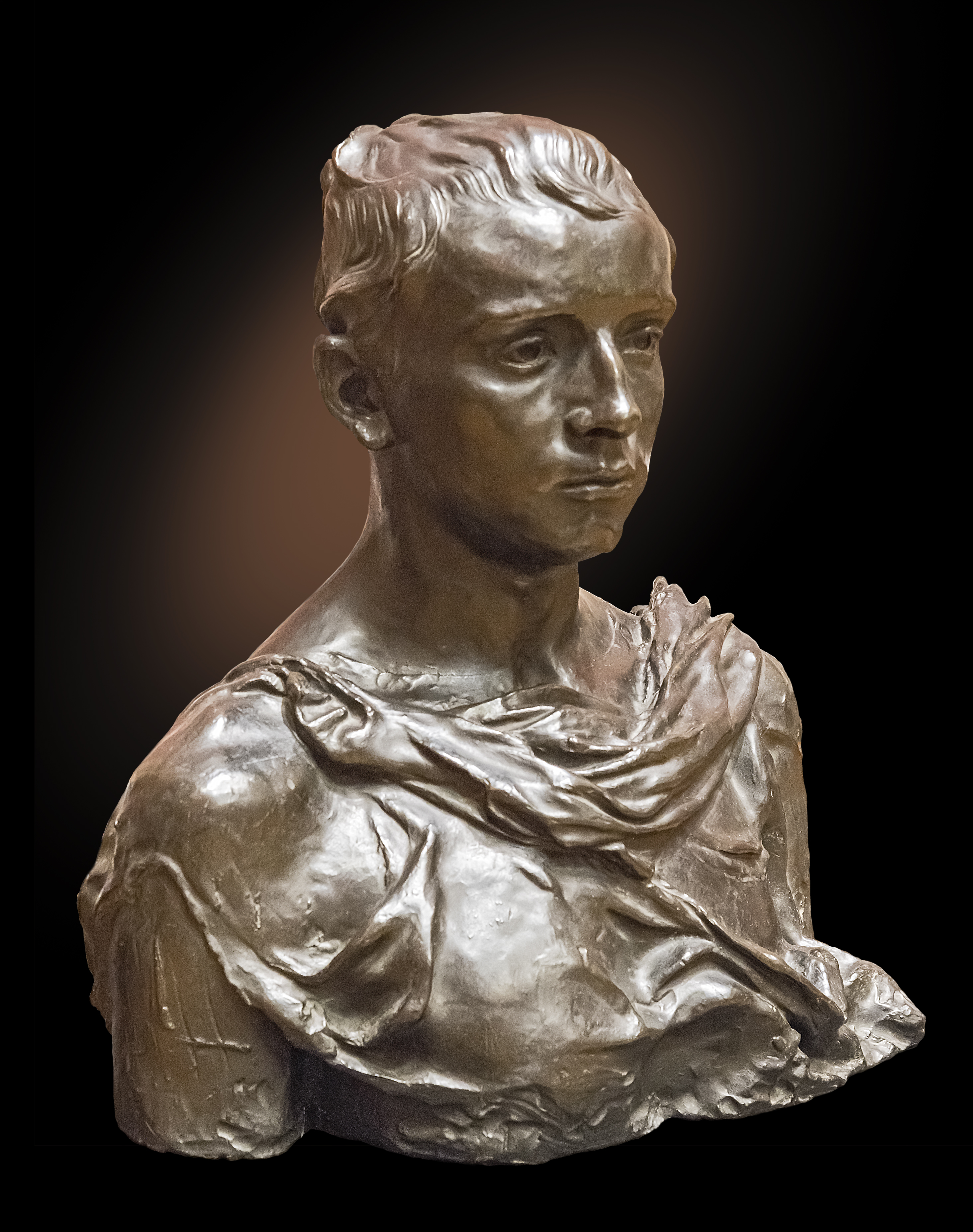
Paul Claudel (Claudel)
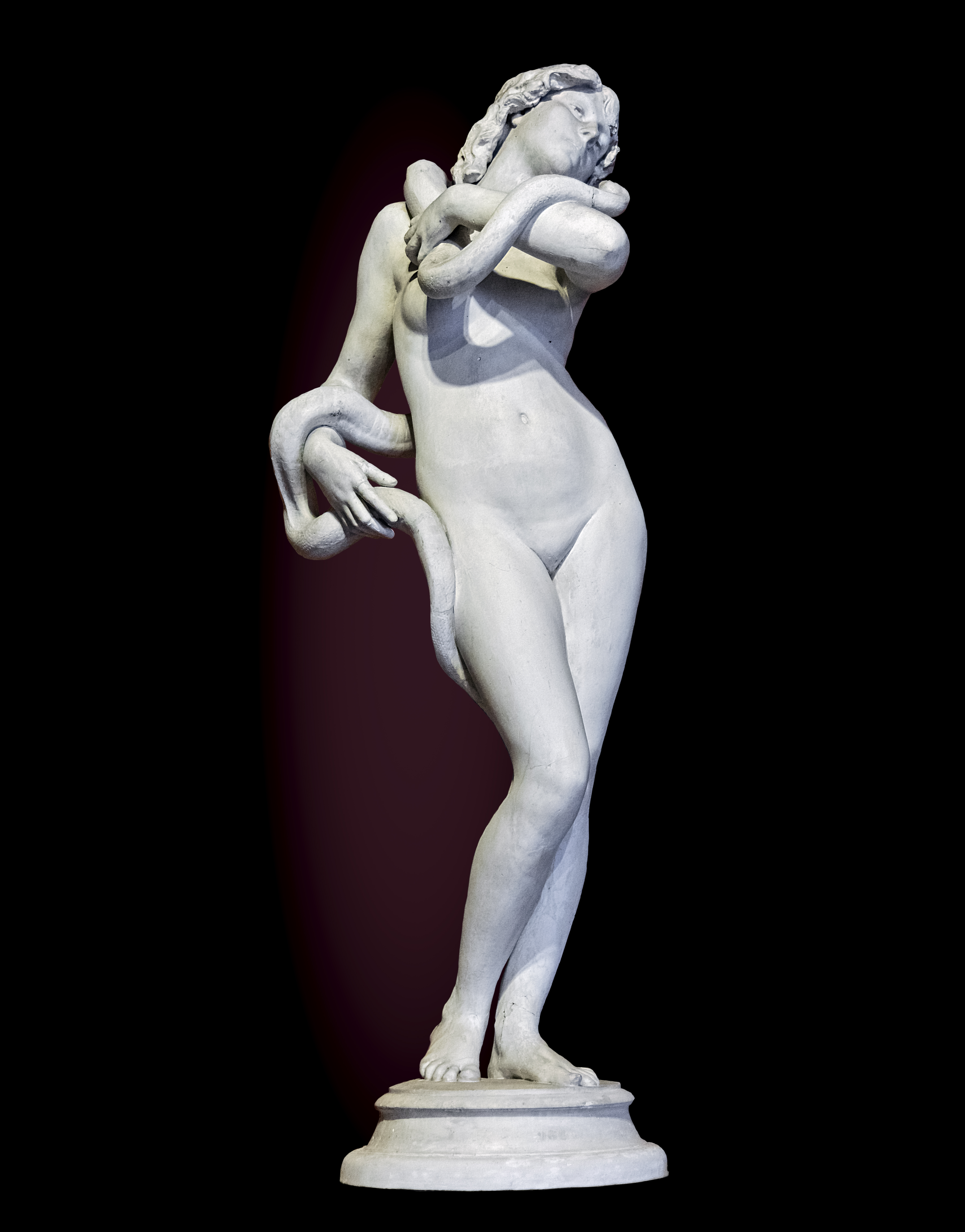
Salambo (Idrac)

### Schilderkunst
Het overzicht van de Europese schilderkunst in het Musée des Augustins begint met een Florentijns schilderij van Neri di Bicci en Lorenzo Monaco. Een ander vroeg werk is het altaarstuk gemaakt rond 1460-1470, waarop vermoedelijk koning Karel VII en de dauphin zijn afgebeeld. Hoogtepunten onder de renaissancewerken zijn de Heilige Familie van Jacopo Zucchi, de Johannes de Evangelist en Augustinus van Perugino, en een Ecce Homo van Wenceslas Cobergher uit 1576. 

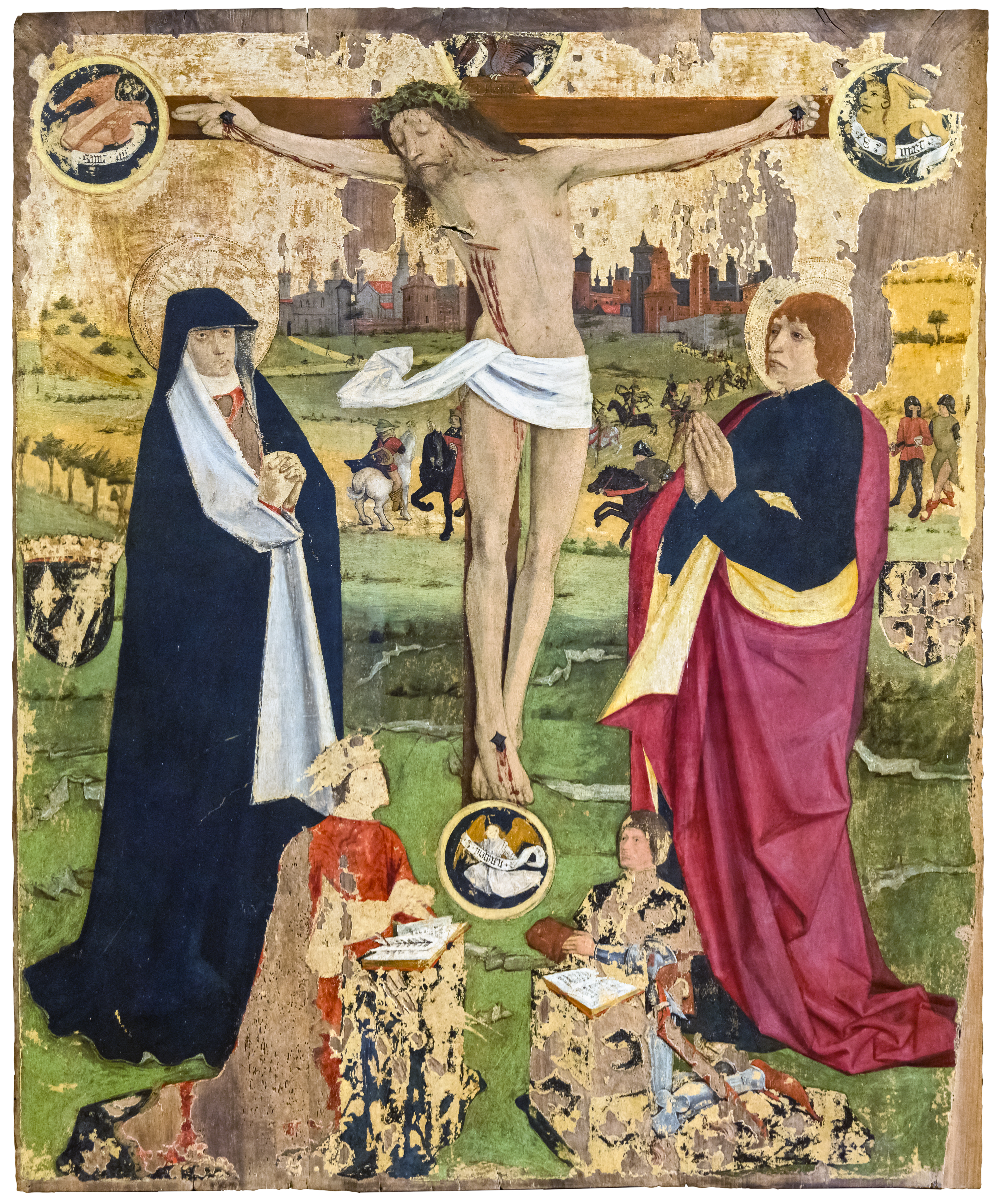
Kruisiging met Karel VII (anoniem)
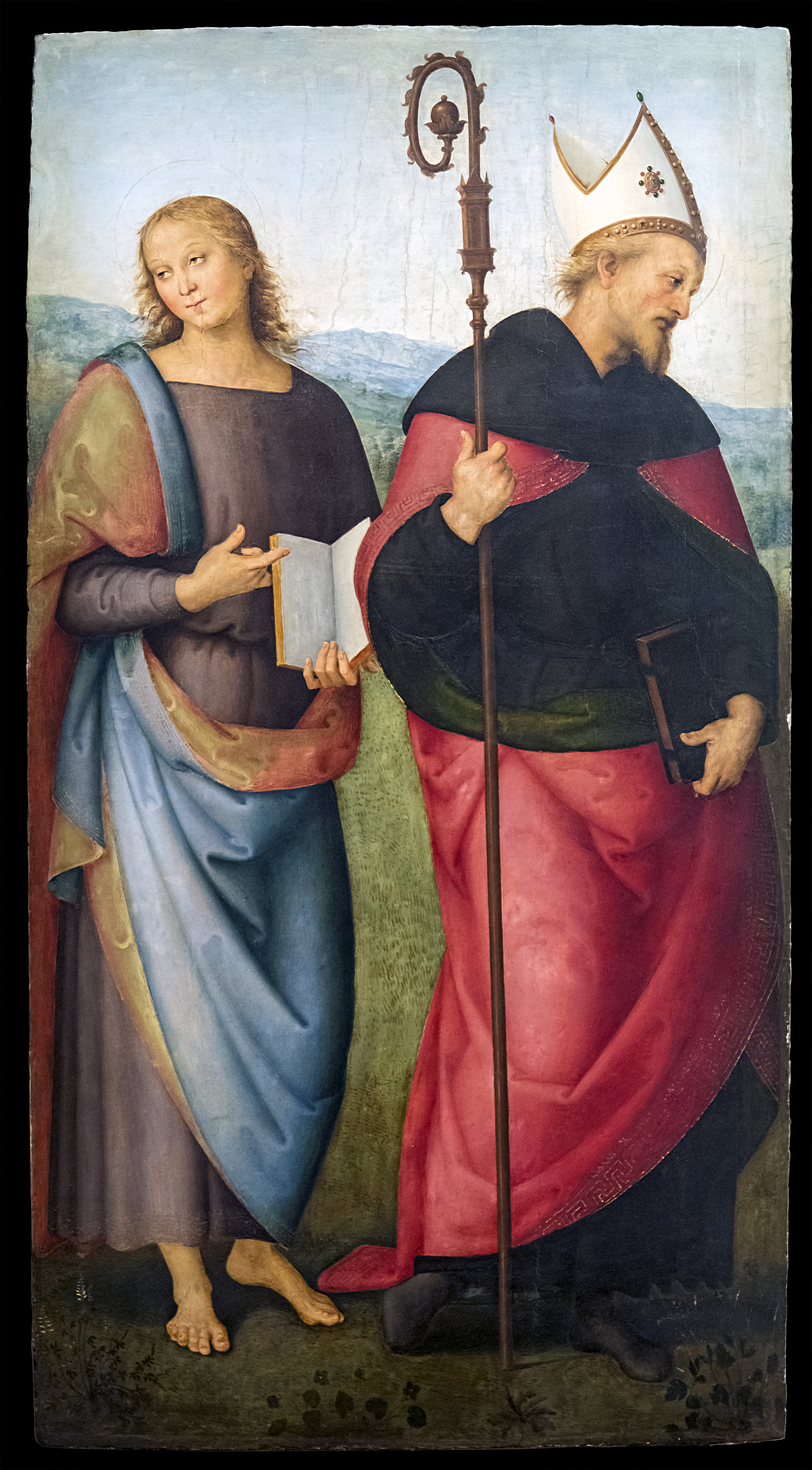
Johannes en Augustinus (Perugino)
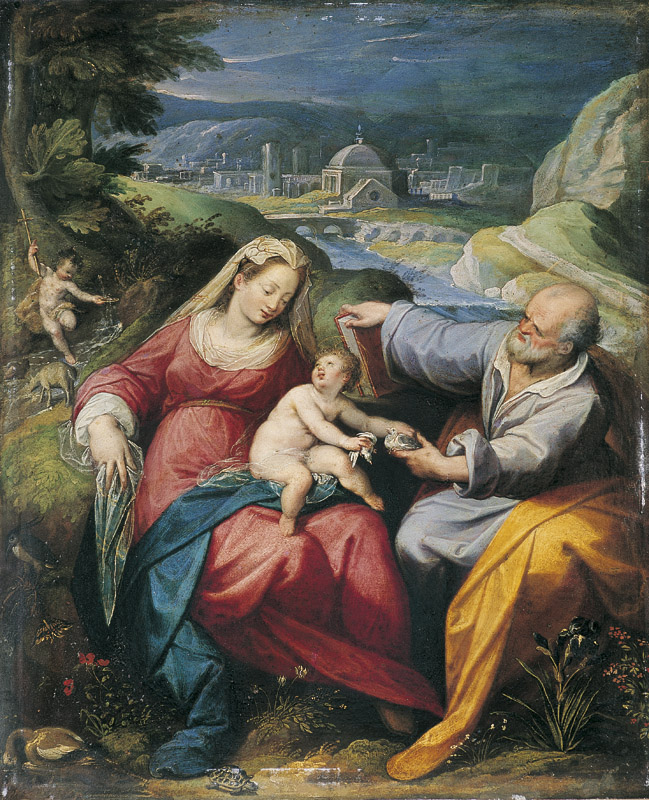
Heilige Familie (Zucchi)
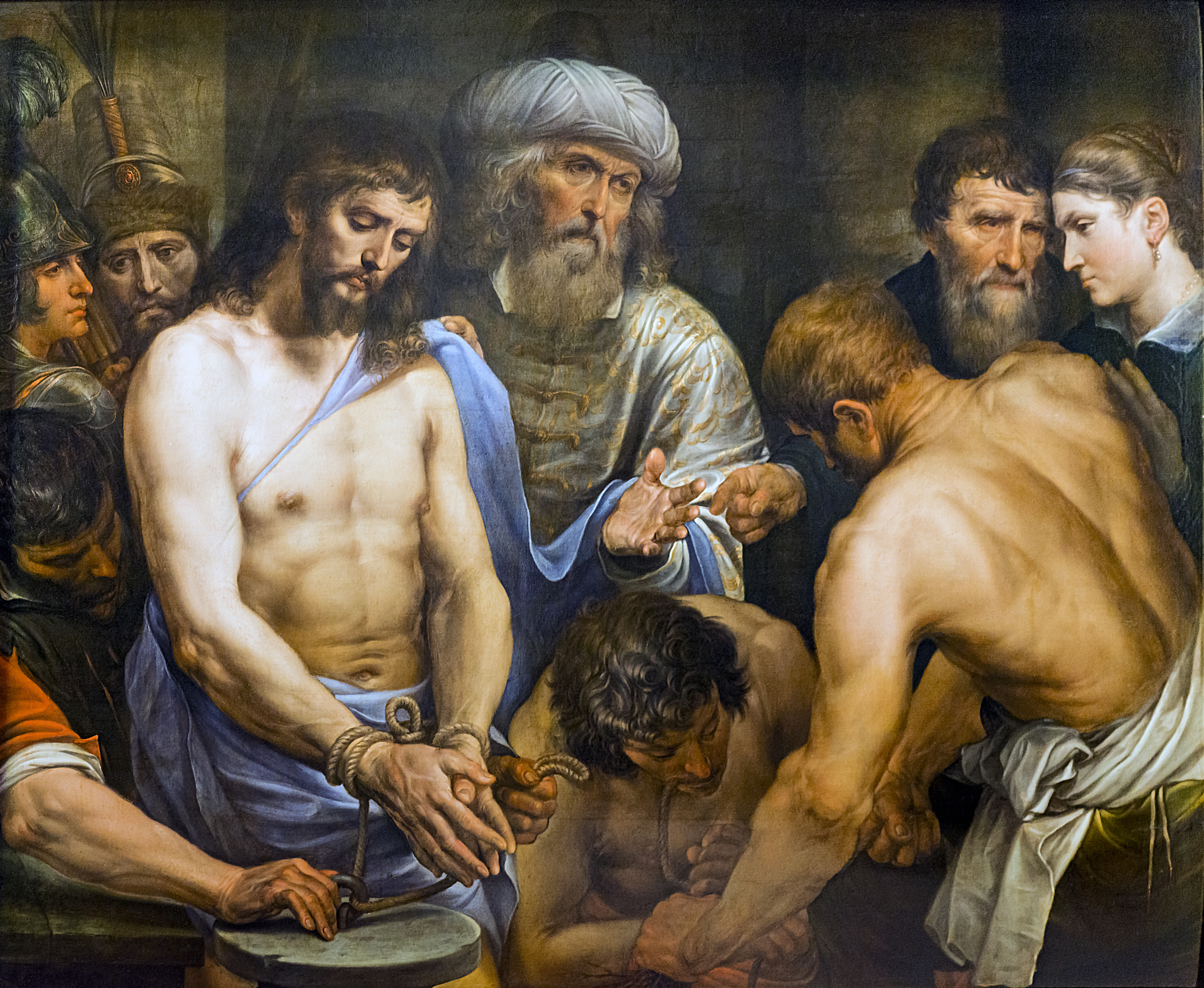
Ecce Homo (Cobergher)

De collectie barokke schilderkunst omvat de Verrezen Christus met kruis van Guido Reni, Christus aan het kruis tussen de twee dieven door Peter Paul Rubens, een Bewening van Nicolas Tournier uit 1630, Het ezelsmirakel van Antonius van Padua door Antoon van Dyck, de Heerlijkheid der Heiligen door Giovanni Francesco Barbieri en Didacus in extase voor het kruis door Bartolomé Esteban Murillo.

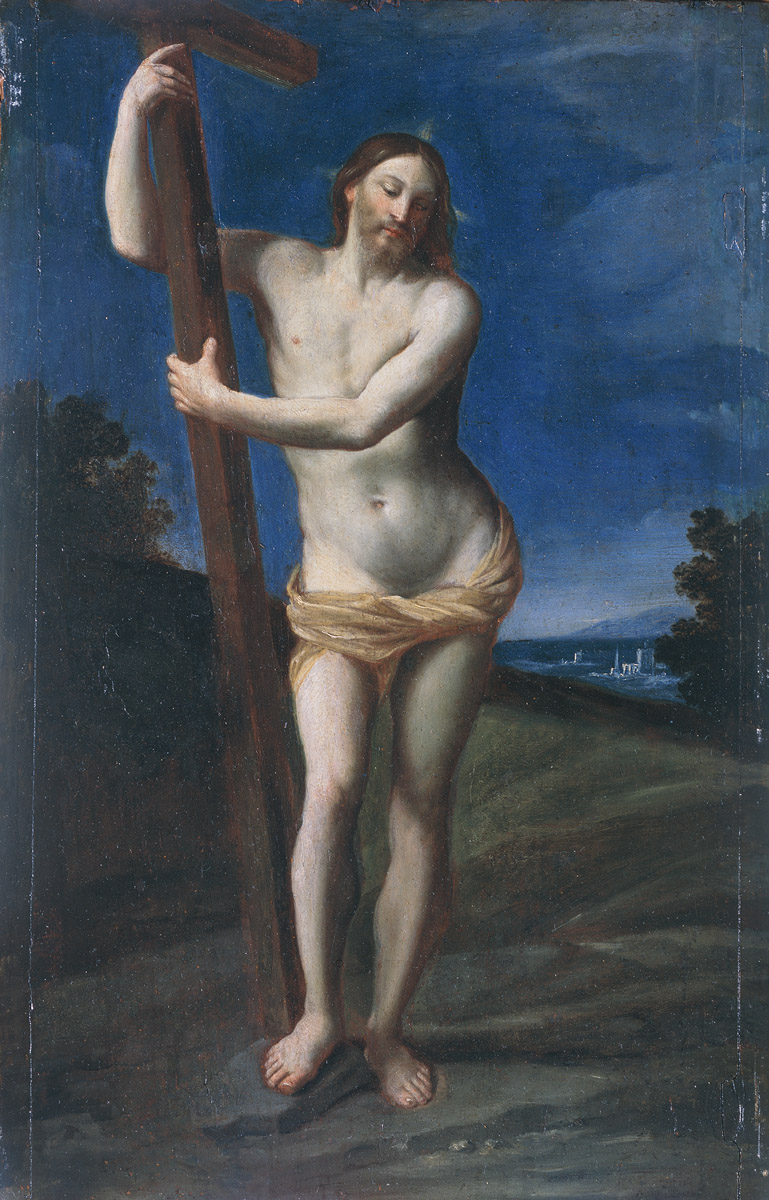
Verrezen Christus (Reni)
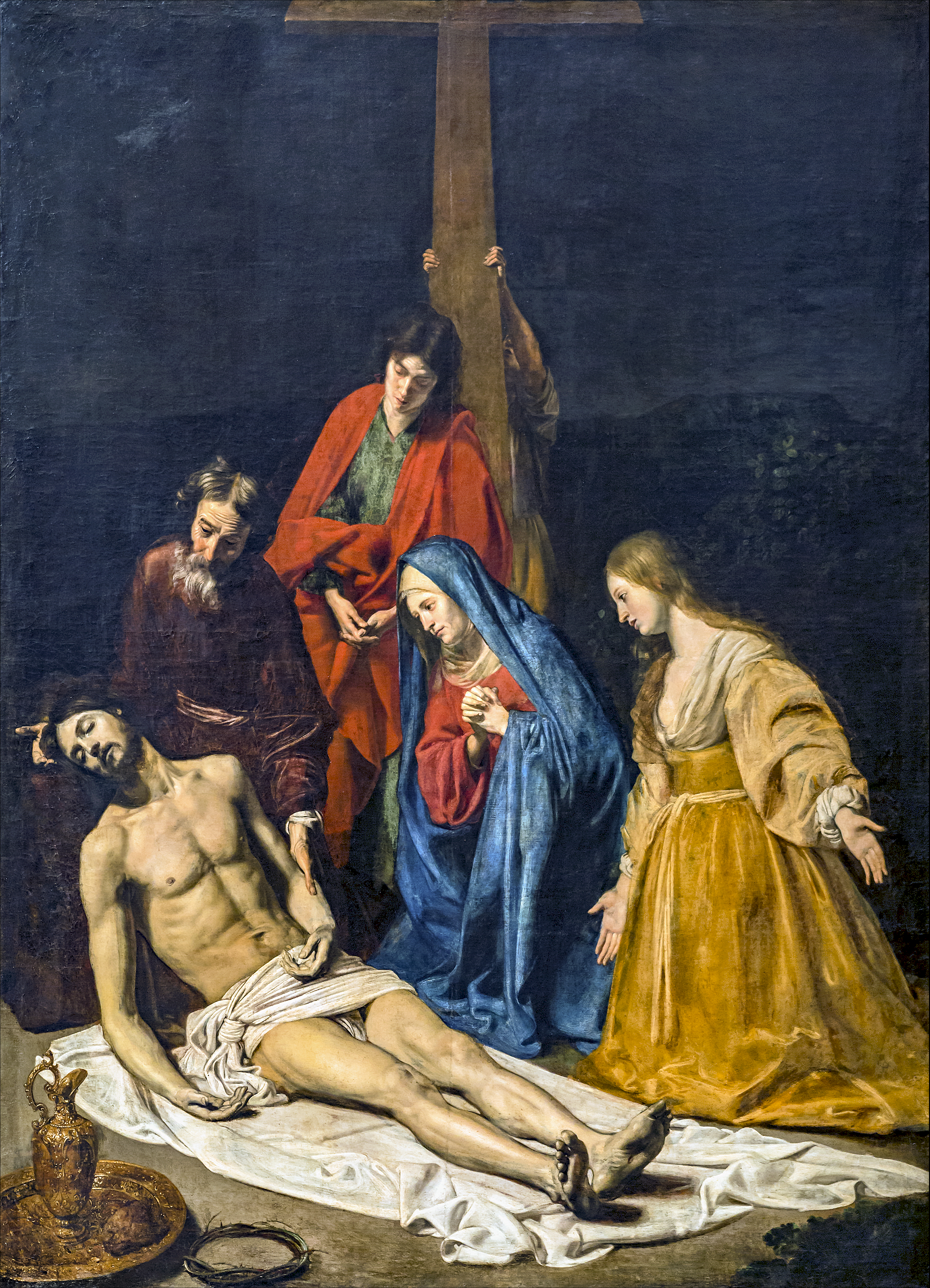
Bewening (Tournier)
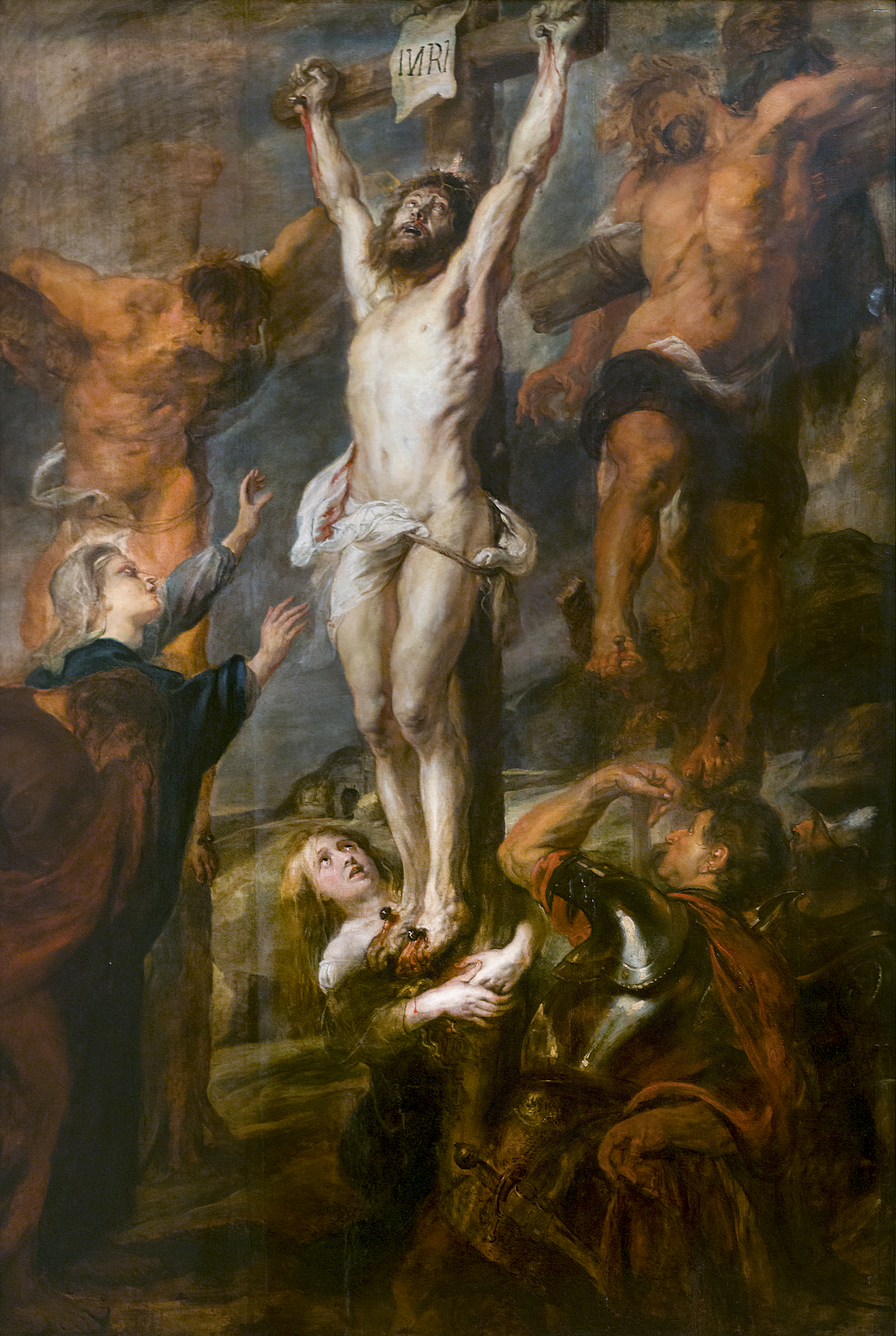
Kruisiging (Rubens)
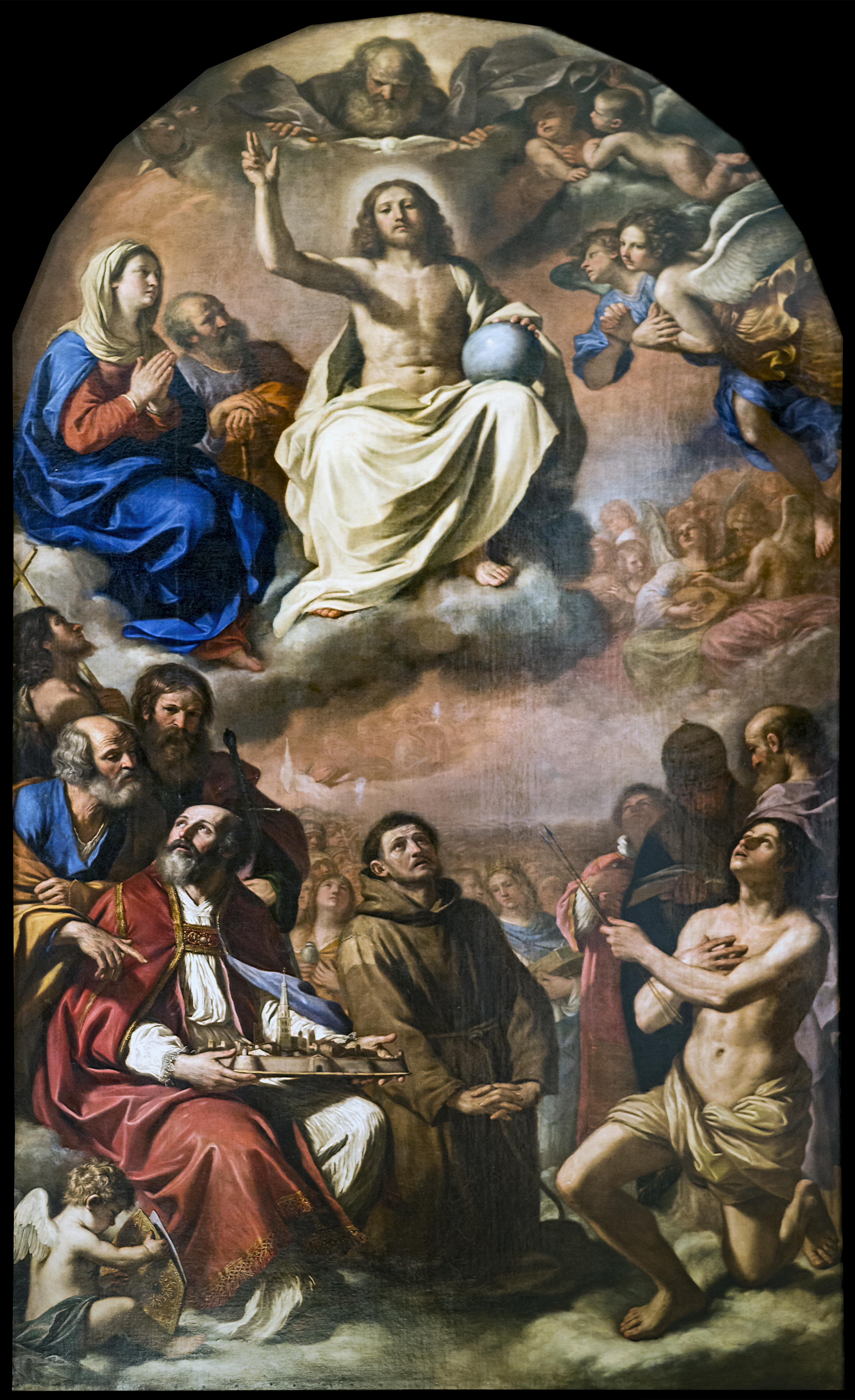
Heerlijkheid (Barbieri)
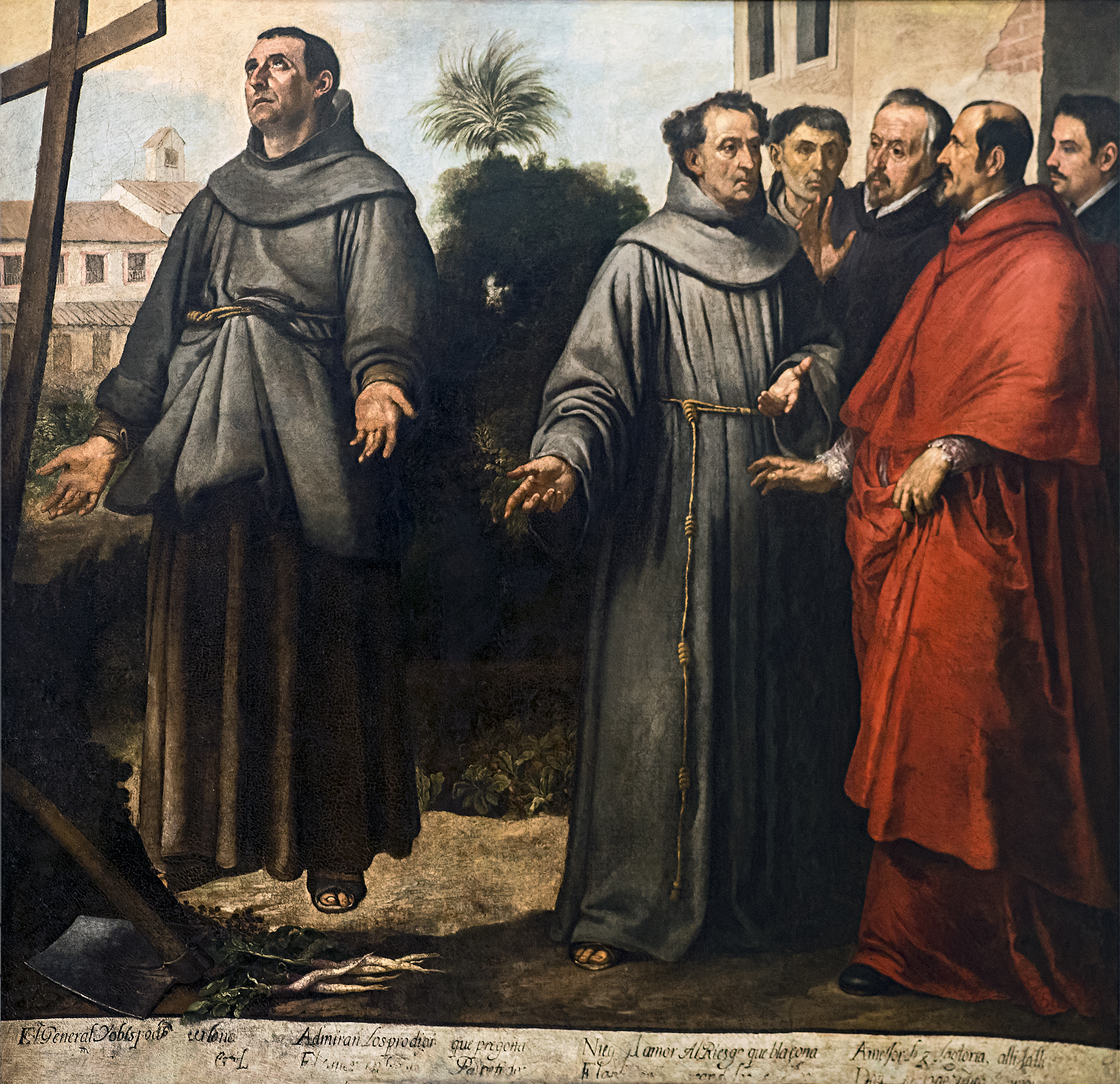
Didacus in extase (Murillo)
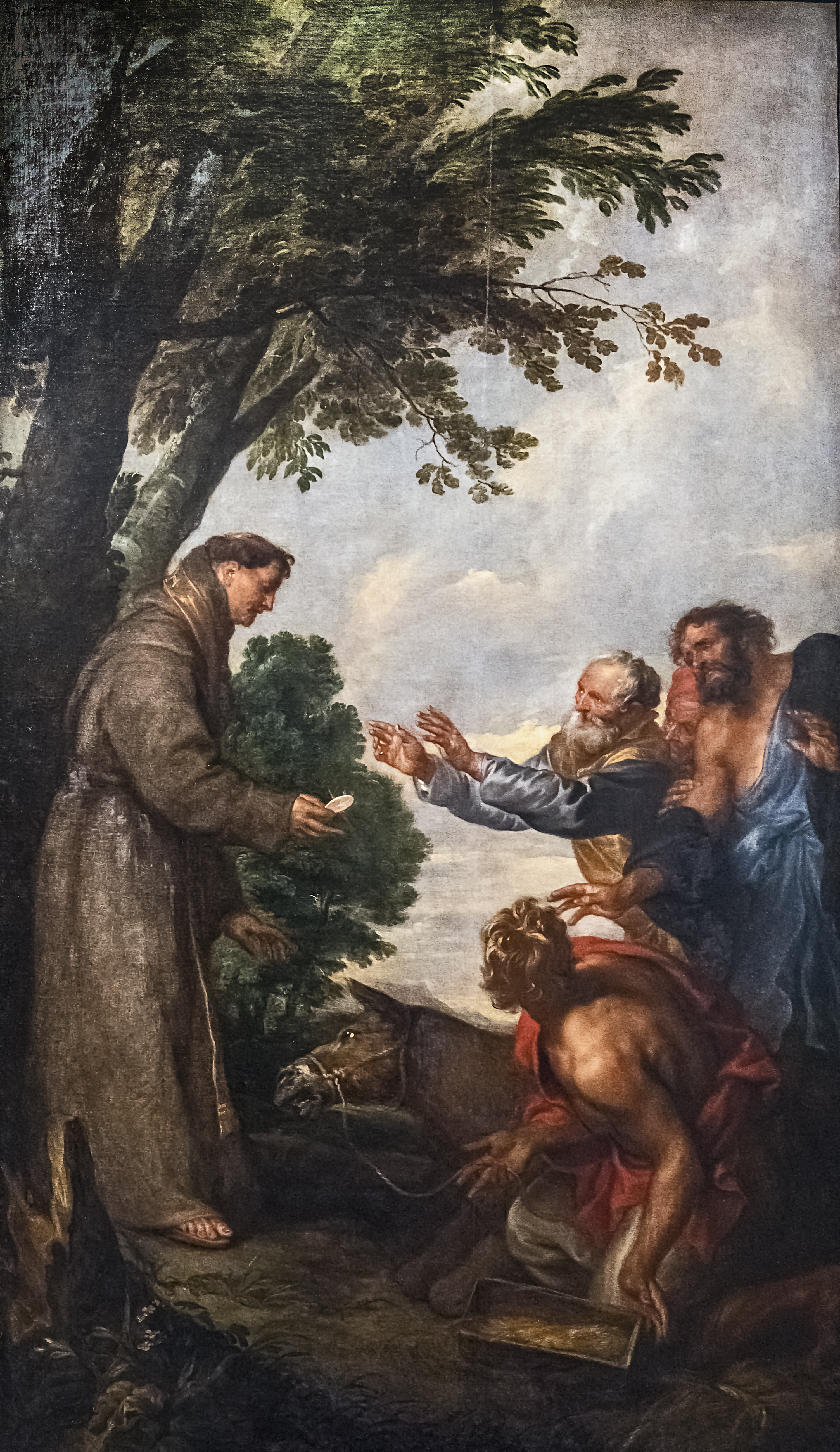
Ezelsmirakel (Van Dyck)

Nog uit de 17e eeuw is het doek Lodewijk XV op jacht in het bos van Saint-Germain door Jean-Baptiste Oudry, een Boerenhuisje in een landschap door Jan van Goyen, de Venetiaanse vedute Rialtobrug door Francesco Guardi. Een Havengezicht van Claude Joseph Vernet is al beïnvloed door het classicisme. 

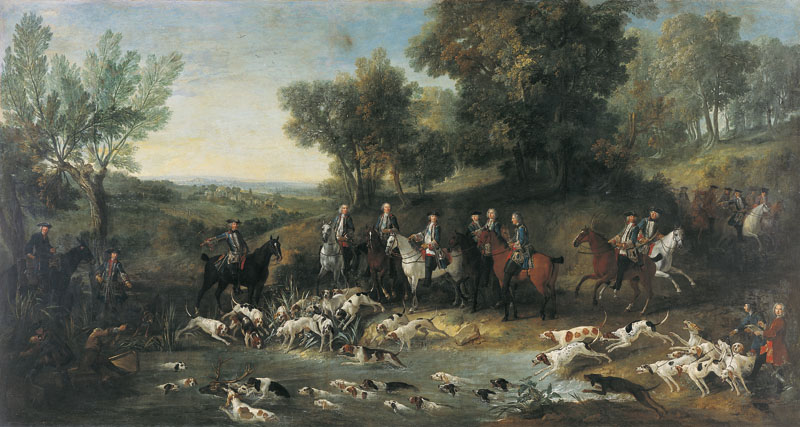
Lodewijk XV op jacht (Oudry)
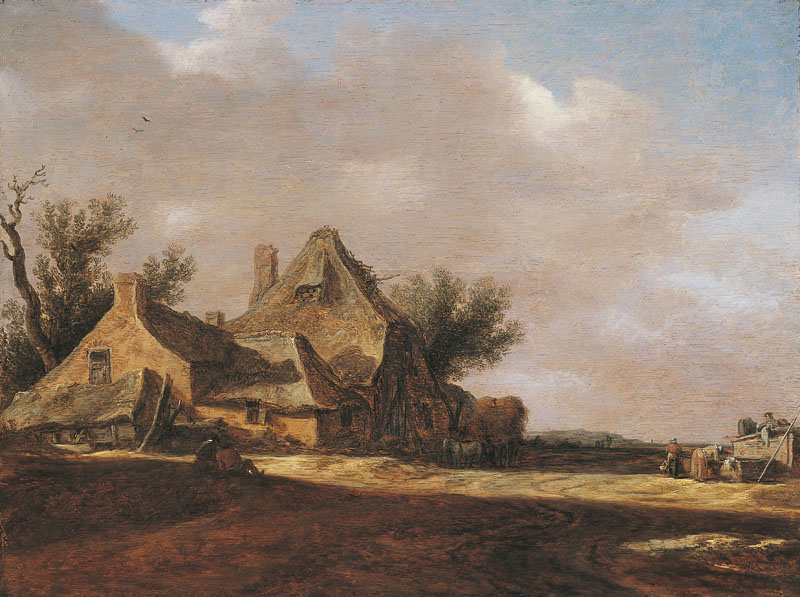
Boerenhuisje in een landschap (Van Goyen)
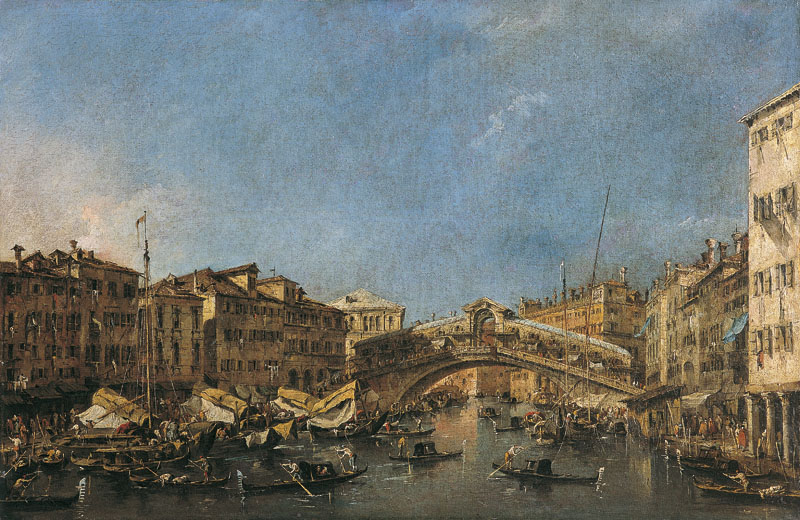
Rialtobrug (Guardi)
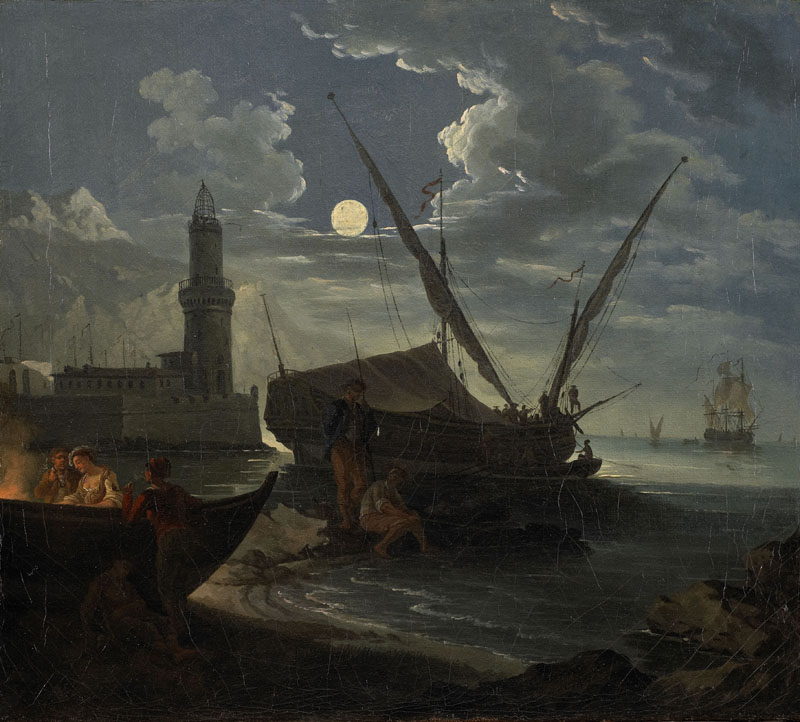
Havengezicht (Vernet)

Antieke thema's werden behandeld door Ingres en Jean-André Rixens. Het oriëntalisme is te zien in De sultan van Marokko van Eugène Delacroix en een hammamscène van Édouard Debat-Ponsan. Nog uit de 19e eeuw is het erotische Dorst naar goud van Thomas Couture.

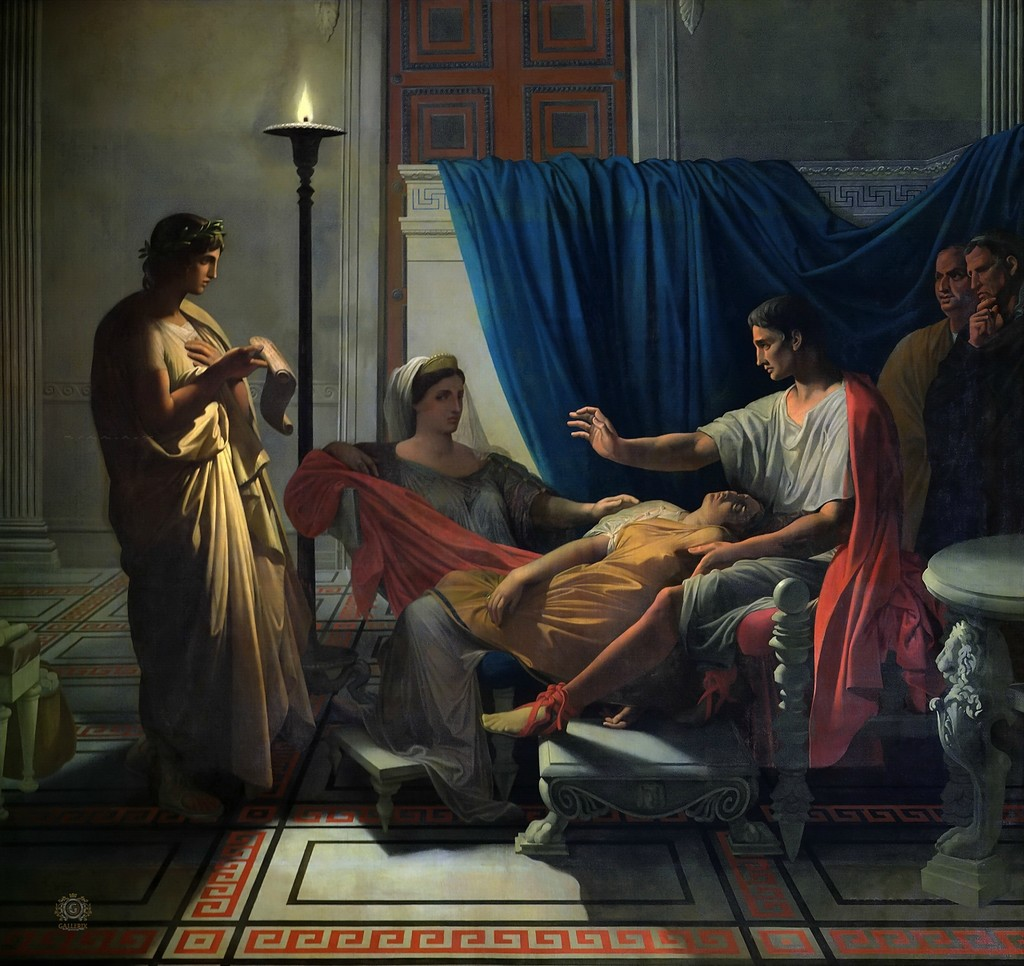
Tu Marcellus eris (Ingres)
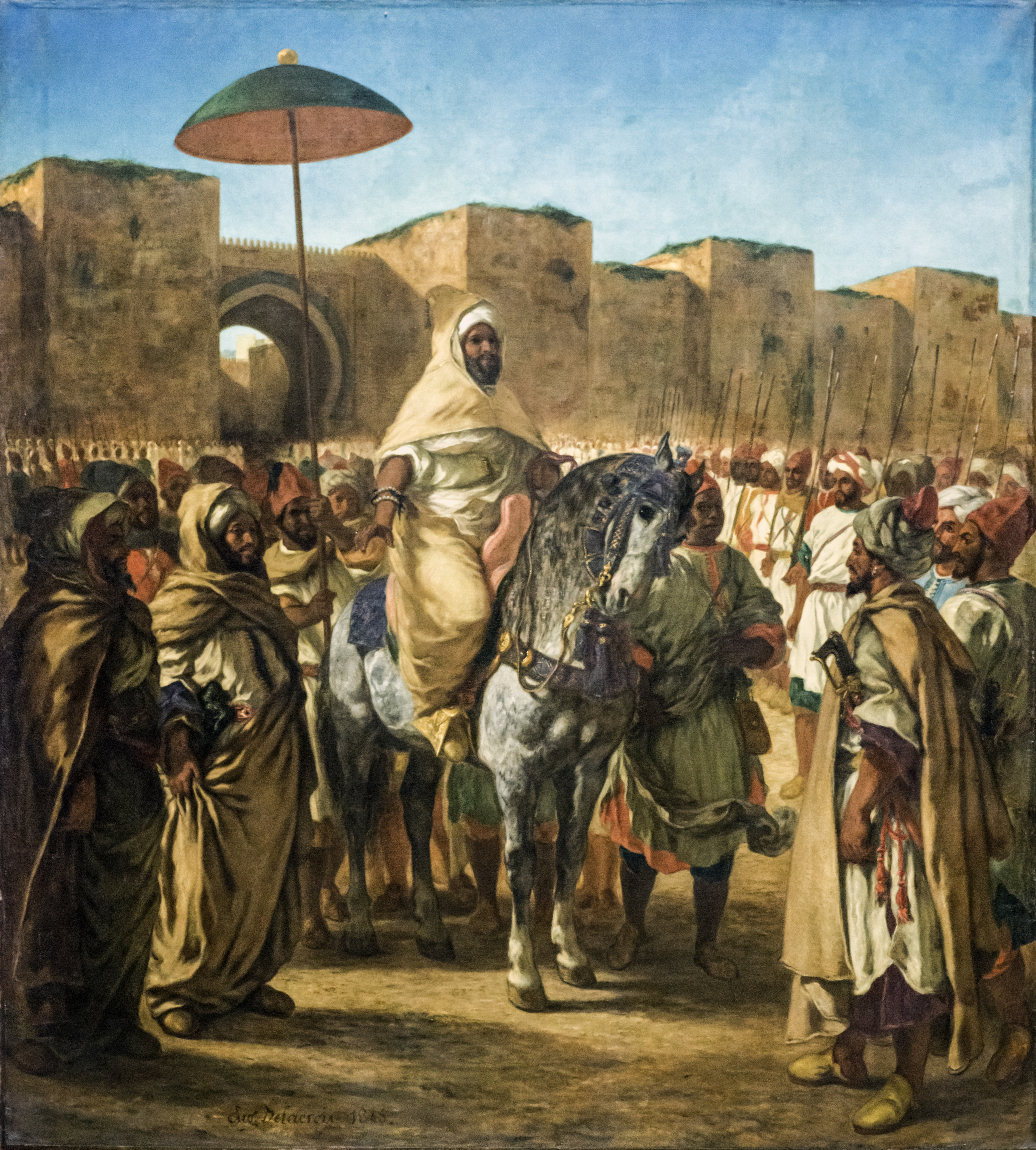
De sultan van Marokko (Delacroix)
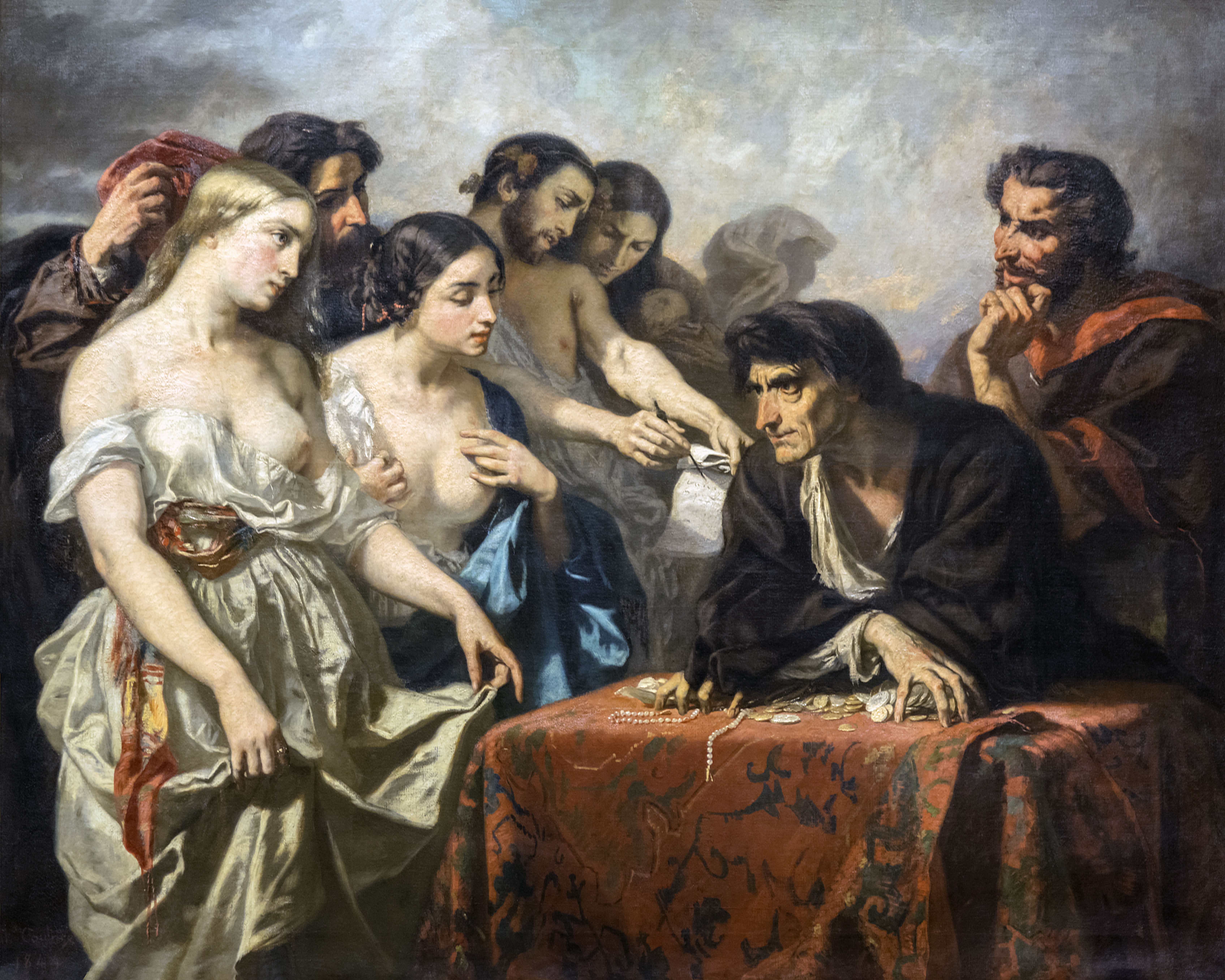
La soif de l'or (Couture)
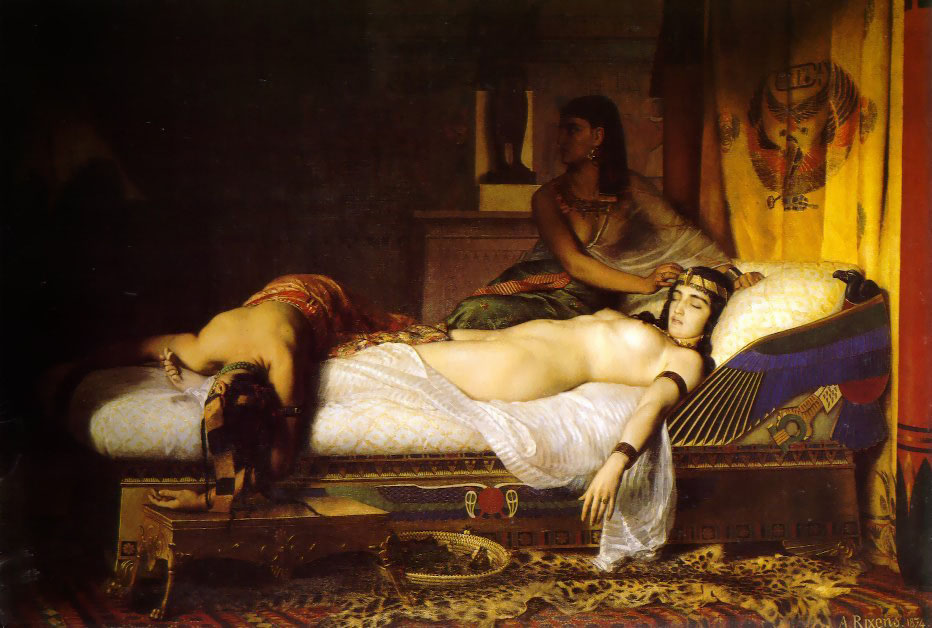
Dood van Cleopatra (Rixens)
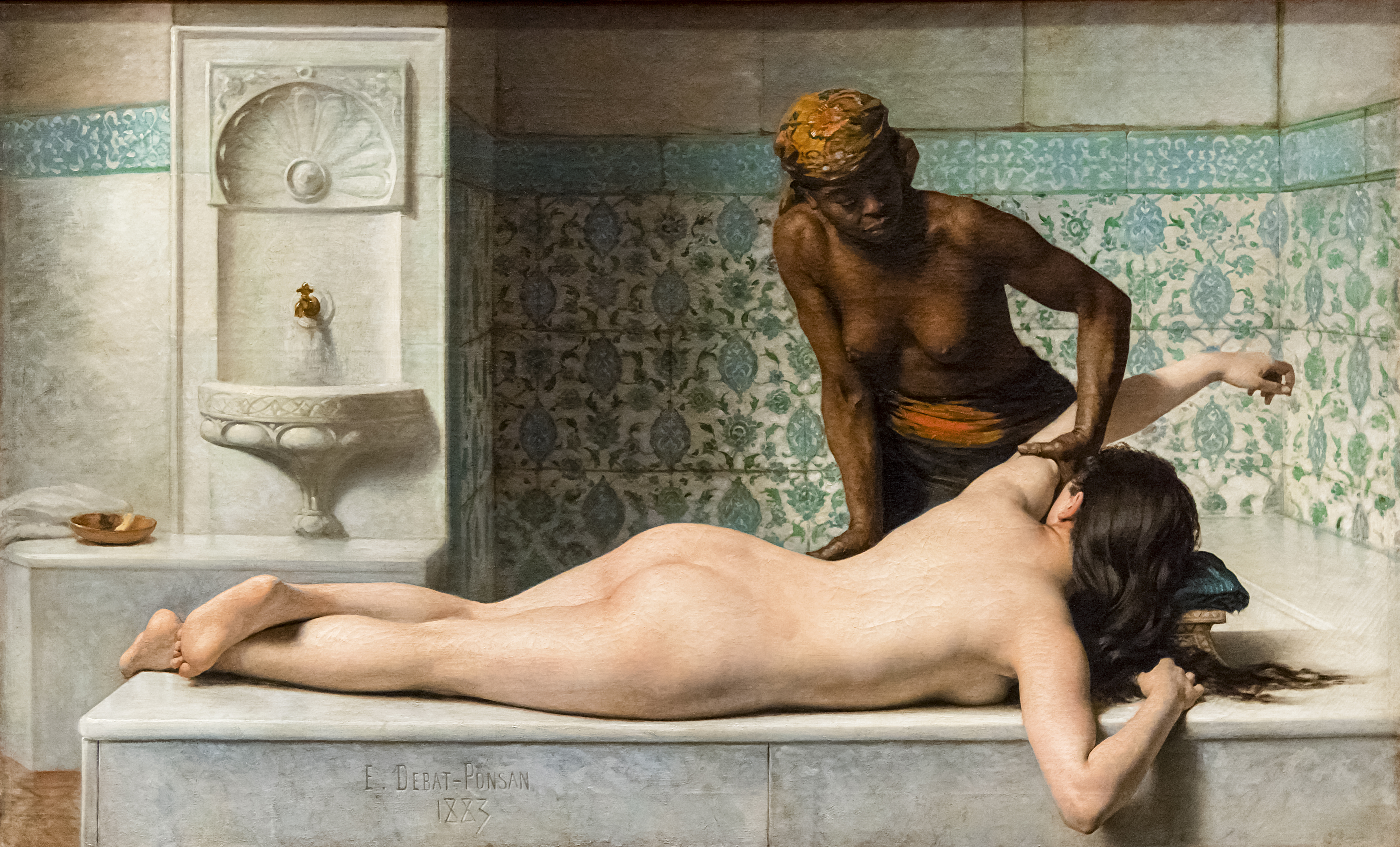
Massage in de hammam (Debat-Ponsan)

De Avondster van Corot toont de School van Barbizon en de overgang naar het realisme met het landschap Le Ruisseau du puits noir van Gustave Courbet. Tot het impressionisme behoren het Portret van Marguerite de Conflans door Édouard Manet en de tuinscène Jeune fille dans un parc door Berthe Morisot. Er is ook het postimpressionistische Conquête de passage van Henri de Toulouse-Lautrec of, in de symbolische stijl, het Portret van Madame Auguste Bonheur door Eugène Carrière. Voorts werken van de kunstenaarsgroep Les Nabis, zoals de Nativité van Maurice Denis en Sous les arbres du pavillon rouge van Édouard Vuillard.

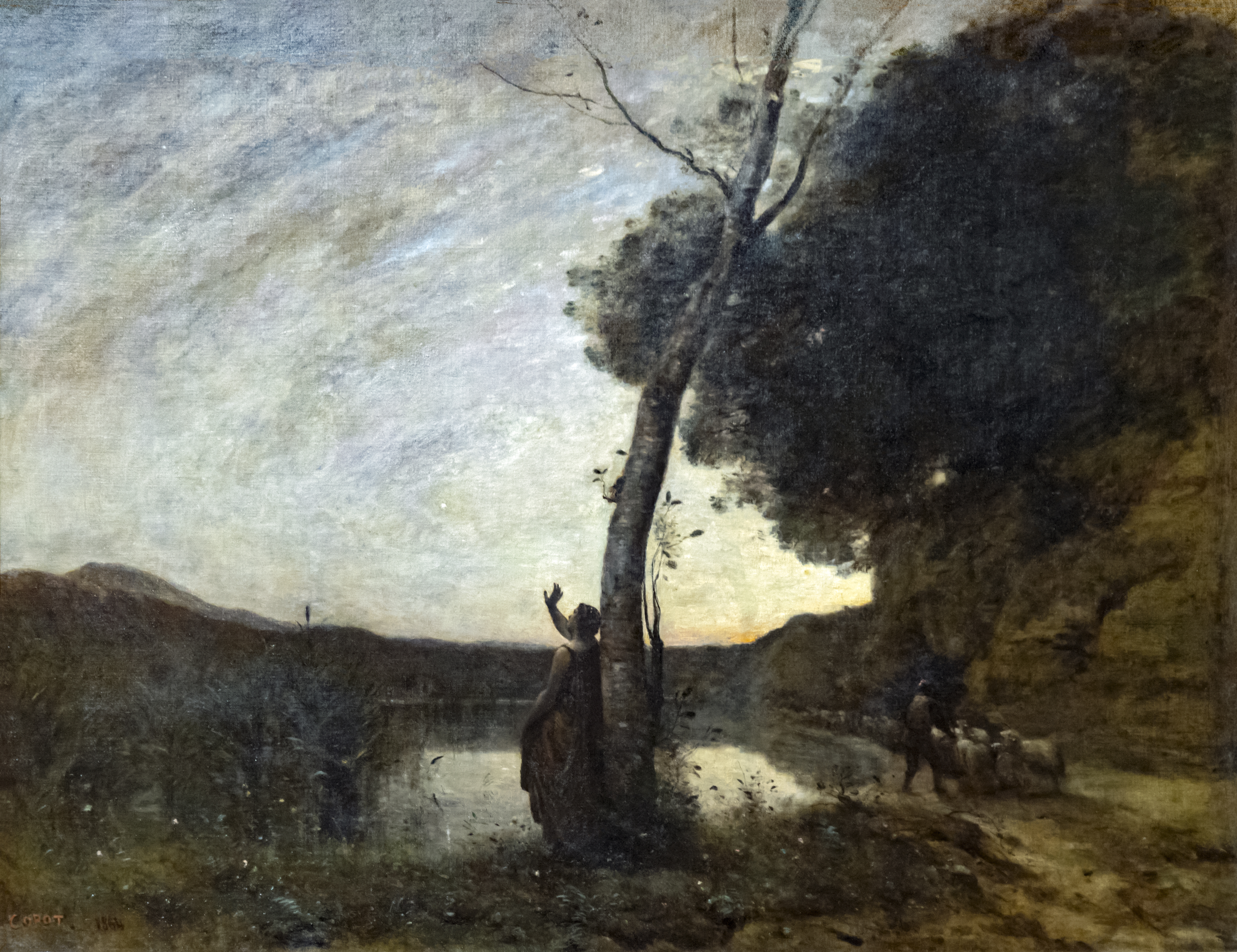
Avondster (Corot)
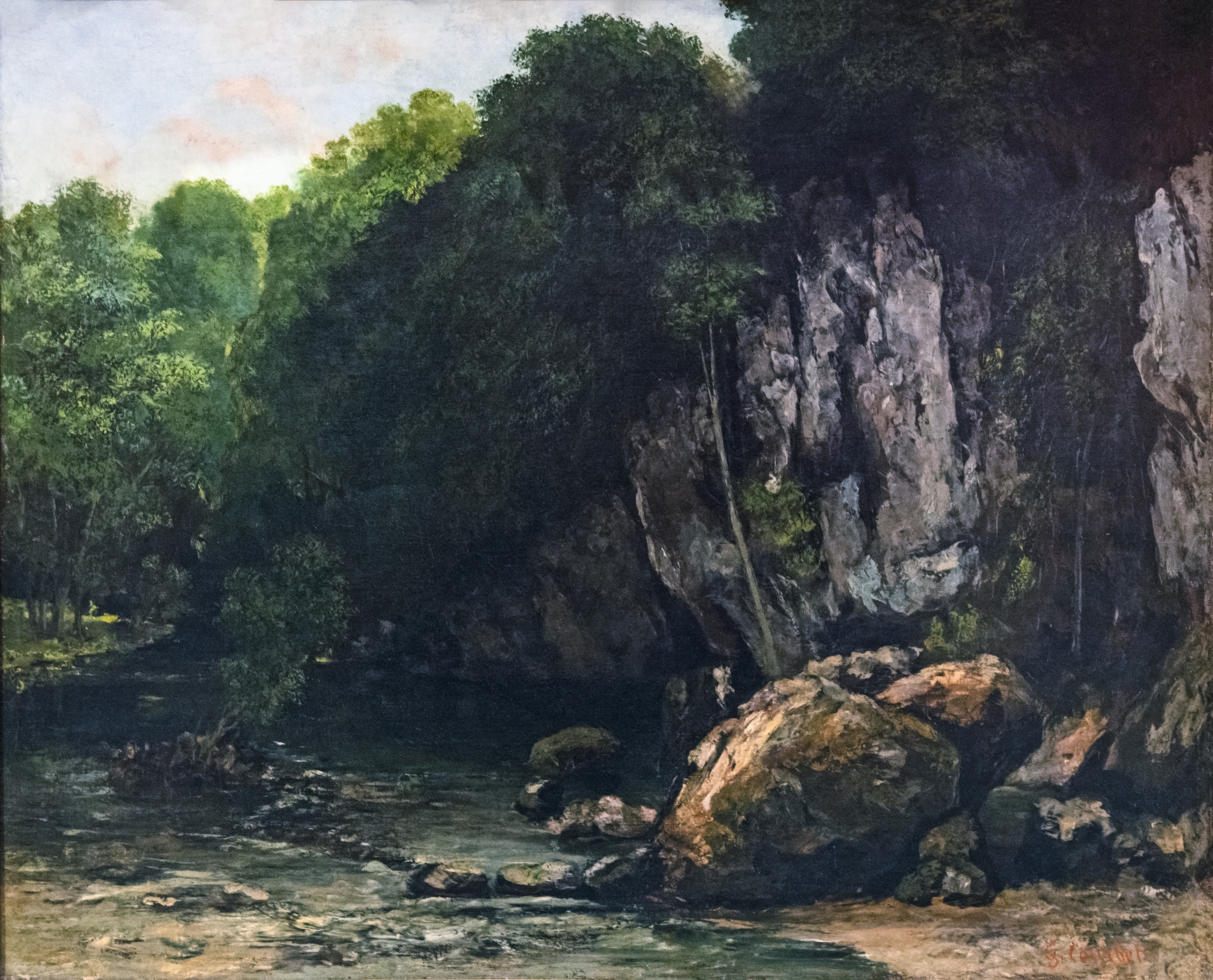
Le Ruisseau du puits noir (Courbet)
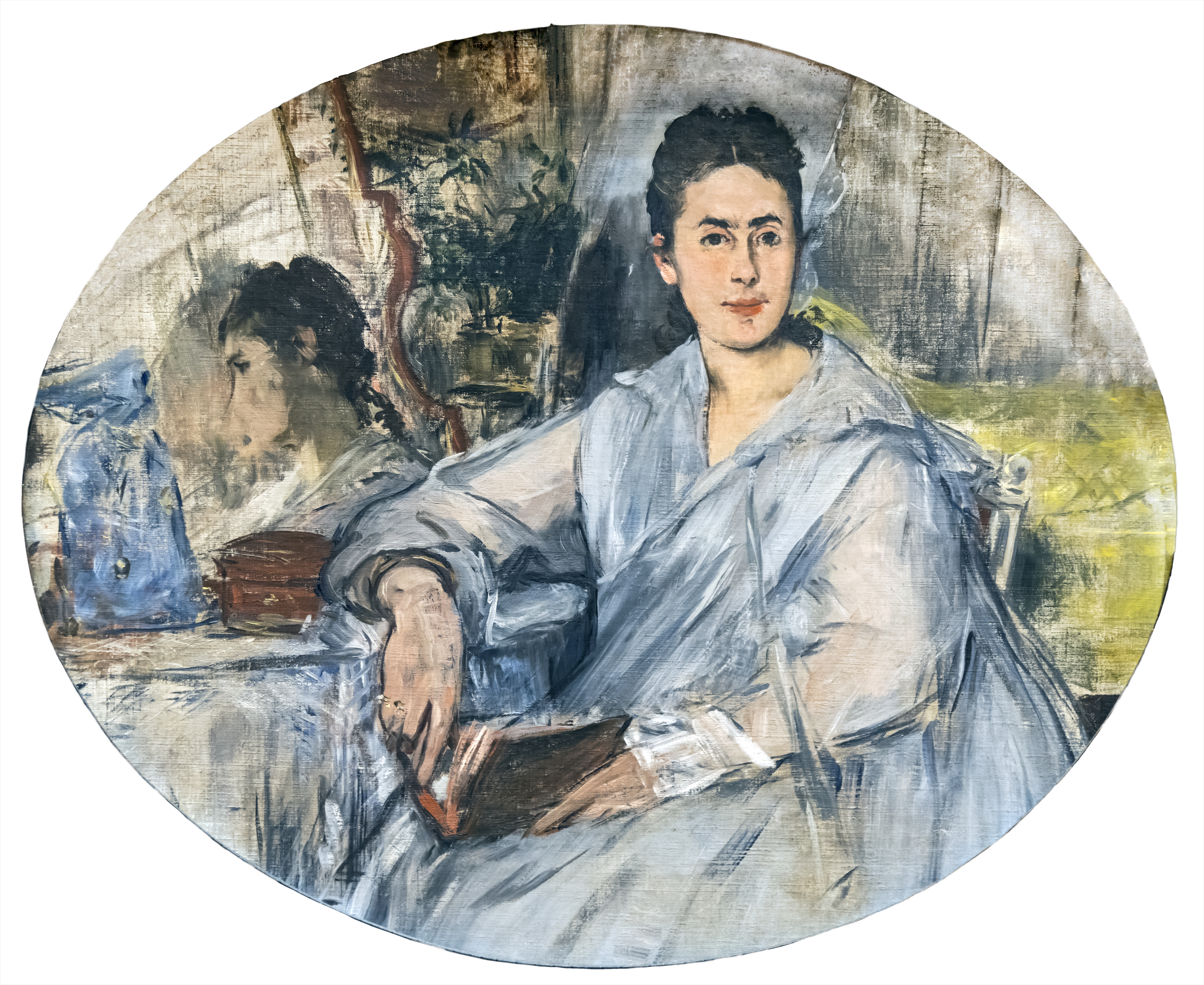
Marguerite de Conflans (Manet)
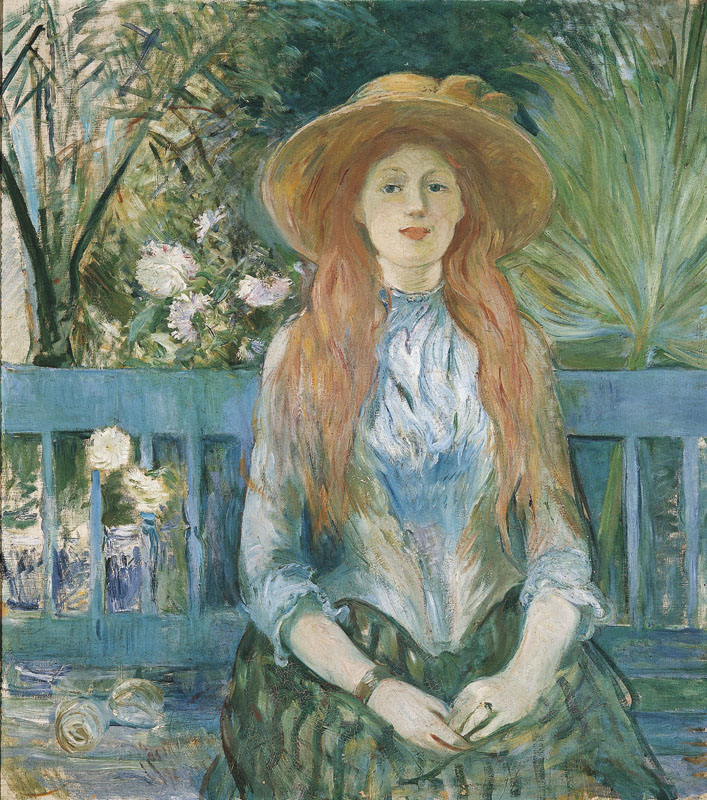
Jongedame (Morisot)
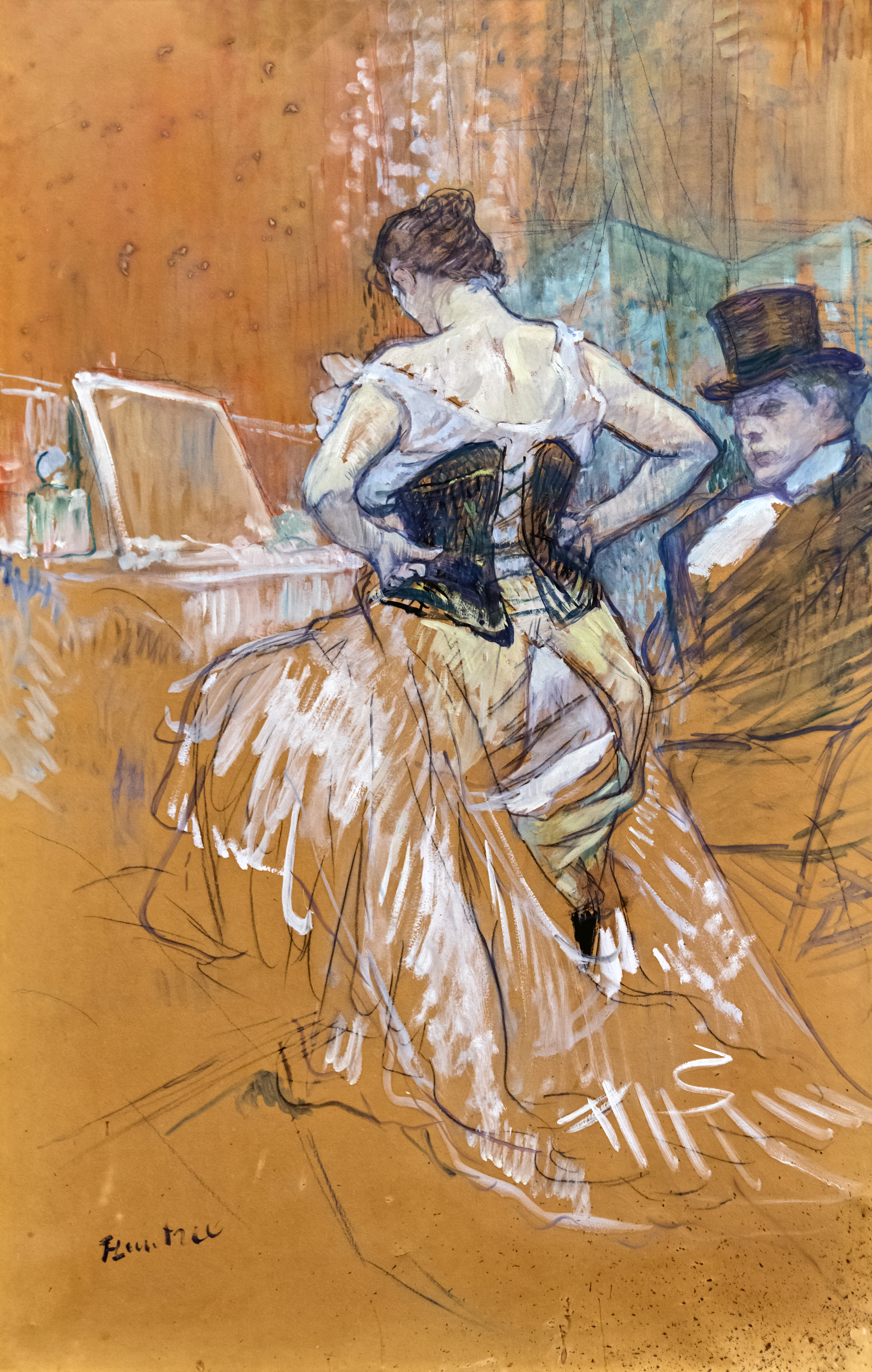
Gelegenheidsverovering (Toulouse-Lautrec)
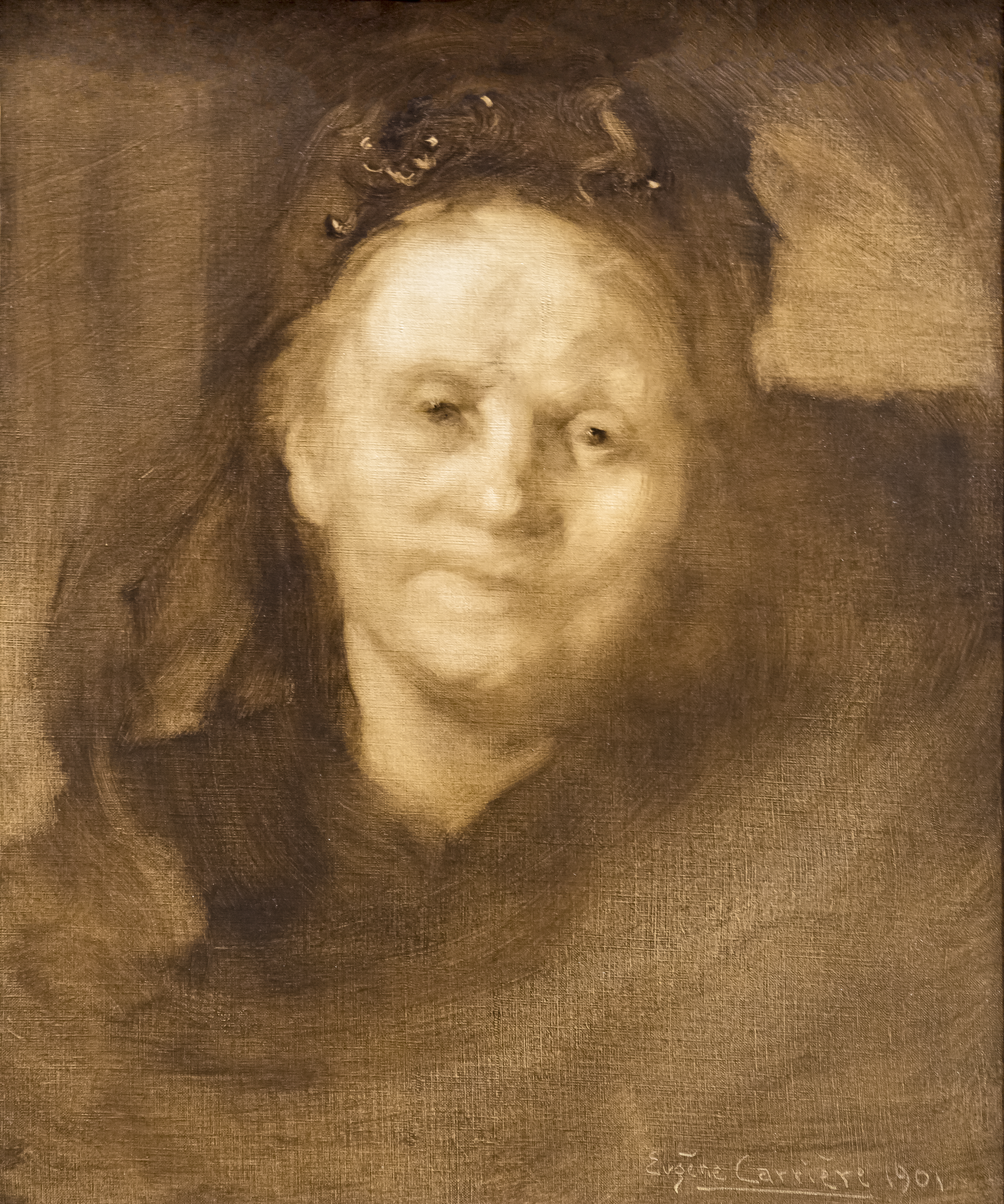
Auguste Bonheur (Carrière)
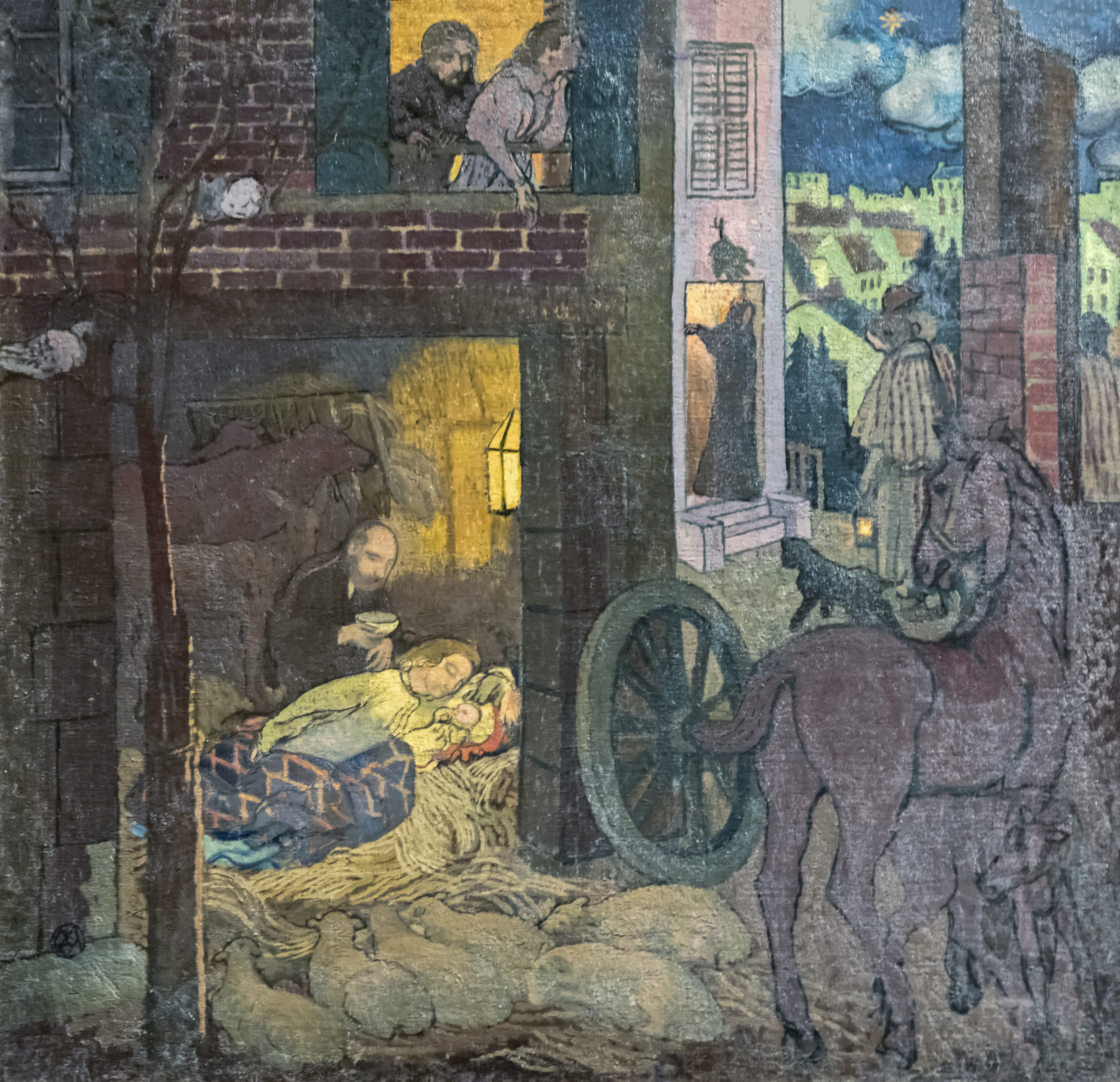
Nativité (Denis)